# 김주택
김주택(1986년 9월 9일 ~ )은 대한민국의 성악가, 뮤지컬 배우이다. 그의 대표작은 이탈리아 오페라 세비야의 이발사(피가로 배역) 및 앤드루 로이드 웨버의 뮤지컬 오페라의 유령(팬텀 배역, 한국 레플리카 프로덕션)을 포함한다.

## 학력
- 선화예술고등학교
- 이탈리아 밀라노 베르디 국립음악원 학사, 석사(Musica vocale da camera): 동양인 네번째 만장일치 수석졸업 (Dieci e lode e menzione)[3][4]

## 콩쿠르 수상 경력
김주택은 수많은 성악 콩쿠르에서 참가하여 수상한 경력이 있다. 고등학교 재학 중 이대웅 콩쿠르와 신영옥 콩쿠르에서 우승했다. 이탈리아에서는 2007년 테발디 국제성악콩쿠르 신인 기대주 특별상, 리카르도 잔도나이 국제콩쿠르 2위와 마그다 올리베로 국제성악콩쿠르 2위를 수상했으며, 2011년, 비냐스 국제성악콩쿠르 3위를, 2011년과 2012년 2년에 걸쳐 마리아 카닐리아 국제성악콩쿠르 2위, 2012년 베르디 국제성악콩쿠르에서 2위, 및 비오티 국제음악콩쿠르 성악 부문 2위에 입상했다. 또한 2012년 9월 8일 제49회 프랑스 툴루즈 국제성악콩쿠르에서 1위를 차지했다.

### 수상 목록
| 날짜       | 국가 | 수상                                                                    |
| ---------- | ---- | ----------------------------------------------------------------------- |
| 2002.02.   |      | 전국학생음악콩쿠르 1위                                                  |
| 2002.05.29 |      | 신영옥 콩쿠르 고등부 3위                                                |
| 2003.03.   |      | 음악춘추콩쿠르 1위                                                      |
| 2003.      |      | 국립오페라단 전국고등학생성악콩쿠르 대상 (문화관광부 장관상)            |
| 2003.11.26 |      | (재)이대웅음악장학회 한국성악콩쿠르 고등부 1위 및 전체 대상             |
| 2003.11.07 |      | 제7회 국민일보-한세대 음악 콩쿠르 성악1위, 전체 특상                    |
| 2004.05.09 |      | 아라갈 국제성악콩쿠르 최연소 특별상                                     |
| 2004.10.18 |      | 신영옥 콩쿠르 고등부 1위                                                |
| 2005.06.05 |      | 줄리에타 시미오나토 국제성악콩쿠르 2위                                  |
| 2006.      |      | 비오티 국제음악콩쿠르 성악 4위, Special Prize for Italian pronunciation |
| 2007.09.30 |      | 테발디 국제성악콩쿠르 신인 기대주 특별상                                |
| 2007.      |      | 야마하 국제콩쿠르 1위                                                   |
| 2007.08.05 |      | 깜폴리에또 국제성악콩쿠르 1위                                           |
| 2007.12.06 |      | 서울국제음악콩쿠르 4위                                                  |
| 2009.02.27 |      | 제1회 신한음악상 성악 1위                                               |
| 2009.05.26 |      | 잔도나이 국제성악콩쿠르 2위 & 최고신인유망주상                          |
| 2009.11.28 |      | 마그다 올리베로 국제성악콩쿠르 2위                                      |
| 2010.03.07 |      | 제4회 씨티오브마젠타 어워드 1위, 청중 특별상                            |
| 2011.01.22 |      | 비냐스 국제성악콩쿠르 3위                                               |
| 2011.10.02 |      | 마리아 카닐리아 국제성악콩쿠르 2위                                      |
| 2011.12.30 |      | 정명훈 미라클오브뮤직 어워드 희망이룸상                                 |
| 2012.02.11 |      | 좌친또 쁘란델리 국제성악콩쿠르 2위                                      |
| 2012.06.16 |      | 베르디 국제성악콩쿠르 2위                                               |
| 2012.09.08 |      | 프랑스 툴루즈 국제성악콩쿠르 1위                                        |
| 2012.10.01 |      | 마리아 카닐리아 국제성악콩쿠르 2위                                      |
| 2012.10.27 |      | 비오티 국제음악콩쿠르 성악 2위, Bardelli prize                          |
| 2012.10.27 |      | 제2회 루치아노 파바로티 젊은 성악가 콩쿠르 2위                          |
| 2013.04.19 |      | 서울국제음악콩쿠르 2위                                                  |

## 오페라 경력
김주택은 2009년 이탈리아 예지의 페르골레시 극장의 세비야의 이발사에서 피가로 역할로 오페라에 데뷔했다. 그는 이탈리아에서 라 트라비아타, 피가로의 결혼, 나비부인, 카발레리아 루스티카나, 라보엠, 람메르무어의 루치아, 청교도, 사랑의 묘약, 돈 카를로 등의 오페라에 주역으로 무대에 섰다.
그는 정명훈 지휘자와 여러 차례 공연하였으며 안토니오 파파노, Roberto Polastri, Daniel Oren, Jader Bignamini, Riccardo Frizza, Stefano Ranzani, Daniele Rustioni, Francesco Cilluffo, Gregory Kunde, Juraj Valčuha와 같은 저명한 지휘자와 수많은 오페라에 출연했다. 그는 주로 이탈리아 베네치아의 라 페니체 극장, 피렌체의 마지오 무지칼레 피오렌티노 극장, 로마 오페라 극장, 로마 카라칼라 욕장 등 이탈리아 오페라 극장에서 활동하며, 대한민국, 중국, 스위스, 오스트리아 및 페루에서 오페라에 출연했다.
이탈리아 극장과 오페라라는 장르의 역사를 대변하는 문화유산인 Teatro La Fenice, 즉 라 페니체 극장은 벨칸토 작곡가인 로시니, 벨리니, 도니제티 오페라의 초연을 했던 극장이며, 특히 베르디가 13년간 라 페니체에서 일하며 에르나니, 아틸라, 리골레토, 라 트라비아타, 시몬 보카네그라를 작곡하여 초연 공연을 했던 유서 깊은 극장이다. 라 스칼라와 로마 오페라 극장과 함께 이탈리아의 3대 극장으로 불리기도 한다.
김주택은 2013년 라보엠의 마르첼로 역으로 처음 라 페니체 무대에 올랐고, 2024년 5월 현재까지 라 페니체에서 104회 공연했다. 아틸라(에치오), 세비야의 이발사(피가로), 라 트라비아타(제르몽), 라보엠(마르첼로), 돈 카를로(로드리고)에서 바리톤 역할 중 가장 비중이 높은 주인공 역할을 수행했다. 김주택은 특히 2014-2020 시즌 동안 라 페니체에서 공연한 총 60회의 세비야의 이발사 공연 중 47회 피가로 배역으로 출연했고, 총 29회 라보엠 공연 중 20회 마르첼로 역할로 출연했다. 시몬 보카네그라에서는 파올로 알비아니 배역을 맡았는데, 시몬 보카네그라 배역은 플라시도 도밍고가 70대에 바리톤으로 소화했고 적어도 40대 후반이 적합한 것으로 보아 김주택은 아직 너무 젊은 것으로 보인다. 그런데 김주택은 30대 초반에 이미 페루 국립대극장, 라 페니체 극장의 라 트라비아타 공연에서 아버지 역할인 제르몽 배역을 연기한 경험이 있다.
라 페니체에서는 매년 영업보고서를 발행하는데, 2020년 보고서(Fondazione Teatro La Fenice di Venezia, BILANCIO DI ESERCIZIO, 2020)에는 28년 만에 정명훈 감독의 지휘 아래 라 페니체 무대에 오른 돈 카를로를 대표 성과로 서술하고 있으며, 김주택은 로드리고 역을 수행했다. 또한 이 보고서에는 2020년 라 페니체에서 공연한 명성과 예술성이 뛰어난 이탈리아 국내외 아티스트의 명단을 명기했다. 김주택은 Class A 아티스트 55명의 목록에 포함되어 있으며, 이 가운데 바리톤은 11명이다.

### 오페라 레파토리
| 작곡가                     | 오페라 제목                         | 배역            | 지휘자 |
| -------------------------- | ----------------------------------- | --------------- | --- |
| 리하르트 바그너            | 라인의 황금                         | 도너            | 정명훈 |
| 루트비히 판 베토벤         | 피델리오                            | 돈 페르난도     | 안토니오 파파노 |
| 빈첸초 벨리니              | 청교도 (I puritani)                 | 리카르도        | Giacomo Sagripanti, Matteo Beltrami, Jader Bignamini |
| 가에타노 도니체티          | 사랑의 묘약                         | 벨코레          | Andrea Battistoni, Francesco Cilluffo, Jader Bignamini, 김주현, Michele Gamba, Roberto Polastri, Giuseppe La Malfa |
| 가에타노 도니체티          | 람메르무어의 루치아                 | 엔리코 아시톤   | Carlos Izcaray, Fabrizio Maria Carminati, Matteo Beltrami, Riccardo Frizza |
| 피에트로 마스카니          | 카발레리아 루스티카나               | 알피오          | Roberto Gianola |
| 볼프강 아마데우스 모차르트 | 피가로의 결혼                       | 알마비바 백작   | Demetrio Colaci |
| 자코모 푸치니              | 라 보엠                             | 마르첼로        | Daniel Oren & Francesco Ivan Ciampa, Daniele Rustioni, Diego Matheuz, Jader Bignamini, 성기선, Maurizio Barbacini, 정명훈, Paolo Arrivabeni, Stefano Ranzani,                                                                         |
| 자코모 푸치니              | 라 보엠                             | 쇼나르          | 정명훈, Maurizio Barbacini |
| 자코모 푸치니              | 나비부인                            | 샤플레스        | Nicola Marasco, Juraj Valčuha |
| 조아키노 로시니            | 세비야의 이발사                     | 피가로          | Alessandro D'Agostini, Alessandro De Marchi, Carlo Tenan, Donato Renzetti, Francesco Ivan Ciampa & Marco Paladin, Giampaolo Maria Bisanti, Giovanni Battista Rigon, Gregory Kunde & Sesto Quatrini, Stefano Montanari & Marco Paladin |
| 조아키노 로시니            | 브루스키노 씨 (Il signor Bruschino) | 가우덴지오      | Margherita Colombo |
| 주세페 베르디              | 아틸라                              | 에치오          | Riccardo Frizza |
| 주세페 베르디              | 돈 카를로                           | 로드리고        | 정명훈 |
| 주세페 베르디              | 조반나 다르코                       | 자코모          | Riccardo Frizza |
| 주세페 베르디              | 라 트라비아타                       | 두폴 남작       | Giampaolo Maria Bisanti |
| 주세페 베르디              | 라 트라비아타                       | 조르조 제르몽   | Sebastiano Rolli, Francesco Ivan Ciampa |
| 주세페 베르디              | 시몬 보카네그라                     | 파올로 알비아니 | 정명훈 |

### 학교 및 교육용 오페라
| 날짜                  | 제목                                         | 장소                             | 국가 | 배역          | 지휘자             |
| --------------------- | -------------------------------------------- | -------------------------------- | ---- | ------------- | ------------------ |
| 2007.04.09-2007.04.11 | 피가로의 결혼 - L'opera raccontata ai ragazz | Teatro di Locarno                |      | 알마비바 백작 | Demetrio Colaci    |
| 2009.06.21            | 브루스키노 씨 (학교 오페라)                  | 밀라노 음악원, 베르디 홀, 밀라노 |      | 가우덴지오    | Margherita Colombo |

### 오페라 공연 목록
| 날짜                  | 제목                                 | 장소                                    | 국가     | 배역            | 지휘자                                |
| --------------------- | ------------------------------------ | --------------------------------------- | -------- | --------------- | ------------------------------------- |
| 2009.11.13            | 세비야의 이발사                      | 페르골레시 극장, 예지                   |          | 피가로          | Giampaolo Maria Bisanti               |
| 2009.12.11-2009.12.13 | 세비야의 이발사                      | 델라퀼라 극장, 페르모                   |          | 피가로          | Giampaolo Maria Bisanti               |
| 2010.01.09-2010.01.10 | 세비야의 이발사                      | 단테 알리기에리 극장, 라벤나            |          | 피가로          | Giampaolo Maria Bisanti               |
| 2010.04.16-2010.04.23 | 라 트라비아타                        | 산카를로 극장, 나폴리                   |          | 두폴 남작       | Giampaolo Maria Bisanti               |
| 2010.09.24            | 카발레리아 루스티카나                | 리리코 극장, 마젠타                     |          | 알피오          | Roberto Gianola                       |
| 2010.09.25            | 카발레리아 루스티카나                | 카그노니 극장, 비제바노                 |          | 알피오          | Roberto Gianola                       |
| 2010.11.11-2010.11.14 | 나비부인                             | 페르골레시 극장, 예지                   |          | 샤플레스        | Nicola Marasco                        |
| 2010.11.20-2010.11.21 | 나비부인                             | 델라퀼라 극장, 페르모                   |          | 샤플레스        | Nicola Marasco                        |
| 2010.12.04-2010.12.05 | 나비부인                             | 베르디 극장, 브린디시                   |          | 샤플레스        | Nicola Marasco                        |
| 2011.04.07-2011.04.10 | 시몬 보카네그라                      | 예술의전당 오페라극장, 서울             |          | 파올로 알비아니 | 정명훈                                |
| 2011.05.19-2011.05.22 | 사랑의 묘약                          | 예술의전당 오페라극장, 서울             |          | 벨코레,         | 김주현                                |
| 2011.10.21-2011.10.23 | 사랑의 묘약                          | 페르골레시 극장, 예지                   |          | 벨코레          | Roberto Polastri                      |
| 2012.04.03-2012.04.06 | 라보엠, 국립오페라단 50주년 기념공연 | 예술의전당 오페라극장, 서울             |          | 쇼나르          | 정명훈                                |
| 2012.05.11-2012.05.13 | 라보엠                               | 국가대극원, 베이징                      |          | 쇼나르          | 정명훈                                |
| 2012.10.03-2012.10.07 | 청교도                               | 페르골레시 극장, 예지                   |          | 리카르도        | Giacomo Sagripanti                    |
| 2012.11.23-2012.11.25 | 람메르무어의 루치아                  | 페르골레시 극장, 예지                   |          | 엔리코 아시톤   | Matteo Beltrami                       |
| 2012.12.01            | 람메르무어의 루치아                  | 델라퀼라 극장, 페르모                   |          | 엔리코 아시톤   | Matteo Beltrami                       |
| 2013.01.12            | 람메르무어의 루치아                  | 단테 알리기에리 극장, 라벤나            |          | 엔리코 아시톤   | Matteo Beltrami                       |
| 2013.02.07-2013.02.20 | 라보엠                               | 라 페니체 극장, 베네치아                |          | 마르첼로        | Diego Matheuz                         |
| 2013.07.28-2013.07.31 | 조반나 다르코                        | 두칼레 궁전, 마르티나 프란카            |          | 자코모          | Riccardo Frizza                       |
| 2013.10.11-2013.10.13 | 사랑의 묘약                          | Teatro Grande, 브레시아                 |          | 벨코레          | Andrea Battistoni                     |
| 2013.10.18            | 사랑의 묘약                          | 아밀카레 폰키엘리 극장, 크레모나        |          | 벨코레          | Andrea Battistoni                     |
| 2013.11.15-2013.11.21 | 사랑의 묘약                          | 마지오 무지칼레 피오렌티노 극장, 피렌체 |          | 벨코레          | Giuseppe La Malfa                     |
| 2013.12.05-2013.12.08 | 라보엠                               | 예술의전당 CJ토월극장, 서울             |          | 마르첼로        | 성기선                                |
| 2014.01.11            | 사랑의 묘약                          | Teatro Sociale, 코모                    |          | 벨코레          | Andrea Battistoni                     |
| 2014.01.19-2014.01.20 | 사랑의 묘약                          | Teatro Fraschini, 파비아                |          | 벨코레          | Andrea Battistoni                     |
| 2014.02.06-2014.02.13 | 나비부인                             | 마지오 무지칼레 피오렌티노 극장, 피렌체 |          | 샤플레스        | Juraj Valčuha                         |
| 2014.02.20-2014.03.20 | 세비야의 이발사                      | 라 페니체 극장, 베네치아                |          | 피가로          | Giovanni Battista Rigon               |
| 2014.04.19-2014.05.30 | 라보엠                               | 라 페니체 극장, 베네치아                |          | 마르첼로        | Jader Bignamini                       |
| 2014.07.14-2014.08.09 | 라보엠                               | 로마 카라칼라 욕장, 로마                |          | 마르첼로        | Daniele Rustioni                      |
| 2014.11.22-2014.12.06 | 시몬 보카네그라                      | 라 페니체 극장, 베네치아                |          | 파올로 알비아니 | 정명훈                                |
| 2015.01.28-2015.02.10 | 청교도                               | 마지오 무지칼레 피오렌티노 극장, 피렌체 |          | 리카르도        | Matteo Beltrami                       |
| 2015.03.15-2015.03.17 | 사랑의 묘약                          | 코무날레 극장, 모데나                   |          | 벨코레          | Francesco Cilluffo                    |
| 2015.03.21-2015.03.31 | 사랑의 묘약                          | 레지오 극장, 파르마                     |          | 벨코레          | Francesco Cilluffo                    |
| 2015.04.28            | 람메르무어의 루치아                  | Gran Teatro Nacional, 리마, 페루        |          | 엔리코 아시톤   | Carlos Izcaray                        |
| 2015.07.08-2015.09.06 | 세비야의 이발사                      | 마지오 무지칼레 피오렌티노 극장, 피렌체 |          | 피가로          | Alessandro D'Agostini                 |
| 2015.07.25-2015.08.07 | 라보엠                               | 로마 카라칼라 욕장, 로마                |          | 마르첼로        | Paolo Arrivabeni                      |
| 2015.09.22-2015.09.30 | 람메르무어의 루치아                  | 마지오 무지칼레 피오렌티노 극장, 피렌체 |          | 엔리코 아시톤   | Fabrizio Maria Carminati              |
| 2015.11.06-2015.11.17 | 라보엠                               | 페트루첼리 극장, 바리                   |          | 쇼나르          | Maurizio Barbacini                    |
| 2015.11.06-2015.11.17 | 라보엠                               | 페트루첼리 극장, 바리                   | 마르첼로 |                 | Maurizio Barbacini                    |
| 2016.02.11-2016.02.21 | 세비야의 이발사                      | 로마 오페라 극장, 로마                  |          | 피가로          | Donato Renzetti                       |
| 2016.03.30-2016.04.05 | 람메르무어의 루치아                  | 마시모 극장, 팔레르모                   |          | 엔리코 아시톤   | Riccardo Frizza                       |
| 2016.05.11-2016.06.07 | 세비야의 이발사                      | 라 페니체 극장, 베네치아                |          | 피가로          | Stefano Montanari & Marco Paladin     |
| 2016.05.05-2016.05.15 | 세비야의 이발사                      | 코뮤날레 극장, 볼로냐                   |          | 피가로          | Carlo Tenan                           |
| 2016.06.23-2016.06.27 | 세비야의 이발사                      | 마지오 무지칼레 피오렌티노 극장, 피렌체 |          | 피가로          | Alessandro D'Agostini                 |
| 2016.11.17-2016.11.27 | 라보엠                               | 마지오 무지칼레 피오렌티노 극장, 피렌체 |          | 마르첼로        | Daniel Oren & Francesco Ivan Ciampa   |
| 2016.12.09-2016.12.17 | 아틸라                               | 라 페니체 극장, 베네치아                |          | 에치오          | Riccardo Frizza                       |
| 2017.02.16-2017.03.02 | 라보엠                               | 라 페니체 극장, 베네치아                |          | 마르첼로        | Stefano Ranzani                       |
| 2017.04.19-2017.04.23 | 라 트라비아타                        | 국립대극장, 리마, 페루                  |          | 조르조 제르몽   | Sebastiano Rolli                      |
| 2017.05.23-2017.06.06 | 세비야의 이발사                      | 라 페니체 극장, 베네치아                |          | 피가로          | Alessandro De Marchi                  |
| 2018.03.16-2018.03.25 | 라보엠                               | 라 페니체 극장, 베네치아                |          | 마르첼로        | 정명훈                                |
| 2018.04.13-2018.04.19 | 청교도                               | 마시모 극장, 팔레르모                   |          | 리카르도        | Jader Bignamini                       |
| 2018.05.05-2018.06.01 | 라 트라비아타                        | 라 페니체 극장, 베네치아                |          | 조르조 제르몽   | Francesco Ivan Ciampa                 |
| 2018.08.19-2018.10.30 | 세비야의 이발사                      | 라 페니체 극장, 베네치아                |          | 피가로          | Gregory Kunde & Sesto Quatrini        |
| 2018.11.13-2018.11.24 | 사랑의 묘약                          | 레지오 극장, 토리노                     |          | 벨코레          | Michele Gamba                         |
| 2019.03.22-2019.03.30 | 세비야의 이발사                      | 레지오 극장, 파르마                     |          | 피가로          | Alessandro D'Agostini                 |
| 2019.08.24-2019.10.09 | 세비야의 이발사                      | 라 페니체 극장, 베네치아                |          | 피가로          | Francesco Ivan Ciampa & Marco Paladin |
| 2019.11.24-2019.12.07 | 돈 카를로                            | 라 페니체 극장, 베네치아                |          | 로드리고        | 정명훈                                |
| 2020.02.15~2020.02.25 | 사랑의 묘약                          | 라 페니체 극장, 베네치아                |          | 벨코레          | Jader Bignamini                       |

## 팬텀싱어(TV 프로그램)
팬텀싱어는 대한민국 TV 방송국 JTBC에서 방영된 크로스오버 남성 4중창단을 선발하는 오디션 프로그램이다. 시즌1은 2016년 11월 11일에서 2017년 1월 27일까지 방영했다.
김주택은 팬텀싱어1을 보고 가슴이 뛰었고 거듭된 오페라 공연으로 매너리즘에 빠진 자신을 리프레시하고 싶다고 생각했다. 그는 오페라에 대한 사랑과 자부심이 크지만, 장르에 관계없이 사람들이 듣고 싶어하는 음악의 소중함도 알고 있었고 새로운 것에 도전하고 싶은 마음도 컸다. 팬텀싱어2에 참가하겠다는 것은 대중음악을 받아들이겠다는 뜻이므로, 성악계의 지인들이나 그의 부모님도 이와 같은 결정이 그의 경력에 해가 될 것을 우려했다. 그러나 그는 관중의 중요성을 잘 알고 있었고, 클래식 음악을 대중에게 더 알리기 위해서 출연을 결심했다.
팬텀싱어1에는 대한민국, 이탈리아 및 미국 대학 출신 성악 전공자들이 다수 참가하였으나 오페라 극장에서 일하는 가수는 없었다. 팬텀싱어2에서는 독일에서 온 베이스 바리톤 김동현을 포함하여 본선 진출자 32명 중 절반 가량이 성악 전공자였으며, 해외에서 활동하는 현직 오페라 가수는 김주택이 유일했다. 그는 방송에서 ‘세계적인 오페라 스타’로 불렸고, 윤상 심사위원은 참가 의도를 묻기도 했다.
솔로 무대로 시작하여 다양한 구성원의 조합으로 노래를 선보였으며, 생방송으로 치러진 결선에서 그가 포함된 그룹 미라클라스는 준우승을 차지했다. 미라클라스는 ‘미라클‘과 ’클라스‘를 조합한 그룹명으로 그룹이 추구하는 '기적의 하모니', '기적적인 탁월한 음악의 재해석' 등 향후 맞춰갈 그룹의 의지가 담겨있다. 방송 종료 후 그는 여러 도시에서 개최된 팬텀싱어 콘서트와 미라클라스 콘서트로 바쁜 일정을 소화하면서도 한국과 이탈리아를 오가며 이탈리아 오페라에서 활발하게 활동했다. 팬텀싱어2 종료 시점부터 팬텀싱어3이 시작하기 전까지 기간인 약 2년간 그는 이탈리아에서 라보엠, 청교도, 라 트라비아타, 사랑의 묘약, 돈 카를로, 세비야의 이발사의 주연으로 공연했다.
그의 이탈리아 오페라에서의 성공적인 행보는 다음 시즌을 준비하던 팬텀싱어 제작진에게 큰 힘이 되었다. 시즌3 참가자를 모집하는 오디션을 유럽에서 개최하면서 ’제2의 김주택 찾아라…'팬텀싱어3' 최초 유럽 오디션‘이라는 제목의 기사가 나왔고, 제작진은 ’제2의 김주택‘을 찾는 것의 중요성을 강조하기도 했다.
팬텀싱어 시즌3과 4에는 해외 대학원에 재학 중인 학생들과 오페라 하우스에 소속된 참가자들이 다수 출연했고, 특히 시즌4의 카운터테너 이동규와 같이 오페라 경력이 많은 유명한 실력자도 포함되어 있었다. 정통 클래식 공연으로 분류하는 공연 규모의 성장은 별개로 치더라도, 팬텀싱어 출신이 출연하는 콘서트가 클래식과 크로스오버 공연에서 큰 비중을 차지하면서 일반 대중이 클래식 음악에 관심을 가지는 계기가 되었다고 볼 수 있다.

## 미라클라스
미라클라스 활동은 미라클라스 문서로
크로스오버 그룹 미라클라스는 김주택, 정필립, 박강현, 한태인으로 구성되어 있다. 그룹 결성 후 미라클라스는 2018년 ’로만티카‘ 앨범을 발매하였고 팬텀싱어 관련 콘서트에 활발히 참여했을 뿐 아니라, 미라클라스 공연도 다수 개최하고 있다. 2020년 초까지 김주택은 한국과 이탈리아를 오가며 특히 라 페니체 극장에서 오페라에 활발히 출연하였다.
코로나 19 방역이 강화된 시기 모든 공연이 중단되면서 JTBC는 시즌1, 2, 3의 최종 3개 팀 씩 모인 9개 팀이 경쟁하거나 공연하고 온라인 관객의 평가를 받는 포맷의 프로그램인 팬텀싱어 올스타전을 방영하였다. 이 프로그램은 참가한 9개 팀에게 큰 기회가 되었으며, 특히 미라클라스는 올스타전에서 선전하며 여러 차례 승리를 거두었고 조쉬 그로반의 ‘마이’를 불러 9팀 내 최종 승리를 거둬 MVP를 차지하기도 했다. 김주택은 이 프로그램에서 포레스텔라의 조민규, 흉스프레소의 이동신, 고은성, 인기현상의 유슬기와 함께 무대를 만들기도 했다.
2017년 9월 26일 팀 결성 이후 미라클라스는 활발히 콘서트를 열고, 앨범을 발매하였다. 또한 멕시코미니오이가 제작하는 유튜브채널 ‘저스트텐미닛‘을 2021년에 개설하여 그들의 결속력과 우정을 보여주며 팬과 소통하고 있다. 미라클라스와 같이 멤버 개개인의 커리어가 탄탄하여 '따로 또 같이' 활동하는 팀에게 유튜브 채널은 멤버의 결속력과 노래 잘하는 팀이라는 정체성을 확인하도록 도와주고 있으며 그룹의 팬덤을 유지 및 확장하는데 기여하고 있다.

## 콘서트
미라클라스 멤버로서의 활동: 미라클라스 문서
김주택은 Edoardo Müller, Pietro Mianiti, Giacomo Sagripanti, Marco Boemi와 등 지휘자와 이탈리아 오페라 관계자들과 함께 이탈리아, 러시아, 오스트리아, 일본과 한국에서 20차례 콘서트에 참가했다. 또한 미라클라스 공연을 제외하고도 100 회 이상 클래식 공연 및 크로스오버 콘서트에 참여하거나 개최하였다.
특히 마에스트로 정명훈과 2013년 잘츠부르크 부활절 페스티벌에서 베르디의 아리아를 불렀고, 2014년 정명훈의 서울시향과 함께 라인의 황금 콘서트 버전의 오케스트라 공연에서 그는 도너 역을 수행했다. 2016년 안토니오 파파노 경의 지휘로 로마에서 열린 피델리오 콘서트 버전 공연에서는 돈 페르난도 역을 소화했다. 그는 총 500명 가까운 연주자와 합창단이 공연한 2011년 정명훈 감독의 말러 교향곡 8번 공연에서 8명의 솔리스트 중 바리톤으로 활약했고, 2012년 세계 박람회 개막축하 공연에서 유일한 남성 솔리스트로 공연했다.
김주택은 2010년 초중반 콘서트와 오페라로 한국 무대에 섰지만, 그를 한국 무대에 제대로 소개한 공연은 2015년 개최된 바리톤 김주택 리사이틀이다. 그는 이 공연에서 슈베르트, 마르티니, 지오르다니, 토스티, 가스탈돈의 가곡과 도니제티의 람메르무어의 루치아와 사랑의 묘약, 모차르트의 돈 조반니, 베르디의 조반나 다르코와 운명의 힘의 아리아를 선곡하였다. 그는 이 공연으로 2016년 예술의전당 예술대상에서 신인예술가상을 수상했다.
위드 콘서트는 발달장애를 가진 재능 있는 연주자와 신한음악상 수상자와의 협업을 통해 서로에게 기회를 제공하기 위해 기획된 공연이다. 위드 콘서트는 대한민국 문화재청 산하 덕수궁관리소와 하트-하트 재단에서 기획하였으며, 김주택은 제1회 신한음악상 수상자로 공연에 참여하였고,. 2021년 또 한 차례 위드 콘서트에 참여했다.
대한민국은 도시집중형 국가이며, 밀집된 대도시를 제외하면 인구감소세가 뚜렷하다. 대한민국 정부는 지역별 공연 문화 기회 균등화를 위하여 문화체육관광부와 한국문화예술회관연합회를 통해 '방방곡곡 문화공감' 사업을 시행해왔다. 이 사업에서는 중소 도시와 지역에 위치한 공연장에 30% 이상의 소외계층 관객과 함께 나누는 공연을 지원하여 많은 예술인이 취지에 공감하여 동참해 왔으며, 김주택은 미라클라스 팀의 정필립, 소프라노 유성녀, 마술사 최형배, 김봉미 지휘자의 베하필오케스트라과 함께 10곳 이상의 전국 공연장에서 한국 가곡, 라틴 음악, 칸초네, 뮤지컬 넘버, 정통 성악곡 등을 공연했다. 이 공연은 열정적인 반응을 끌어냈으며, 클래식 음악의 저변 확대에 기여했다는 평가를 받고 있다.
대한민국에서는 대중의 관심 부족으로 오페라가 거의 열리지 않는다. 예를 들어 2023년에는, 대구 7건, 성남 2건, 서울 8건 등 총 17건의 프로덕션으로 총 56회의 오페라가 열렸다. 저조한 오페라에 대한 관심과는 대조적으로, 클래식 공연으로 구분되는 콘서트와 연주에는 대중의 관심이 늘어가는 추세이며 클래식 공연계에서는 정통성을 보존하면서도 대중의 관심을 끌 수 있도록 다양한 공연을 기획하고 있다. 이에 발맞춰 오페라를 ’현대화’하는 노력의 일환으로 여러 오페라의 잘 알려진 아리아로 구성된 오페라 콜라주 형식의 카사노바 길들이기가 기획되었다. 김주택은 이 공연에 2016년부터 2019년까지 참여하여, 보다 많은 관중이 클래식 음악에 유입되는 데 기여했다.
김주택 자신의 음악으로 채운 공연으로는 2019년 리사이틀과 2021년 팬 콘서트에 이어 오페라 아리아, 성악곡, 칸초네, 뮤지컬 넘버 및 한국 가곡등 다양한 세트 리스트로 구성된 바리톤 김주택 뮤직 라이브러리 시리즈를 선보이고 있다.

### 콘서트 목록
| 날짜                  | 제목 | 장소                                                                        | 국가 | 지휘/연주                                     |
| --------------------- | --- | --------------------------------------------------------------------------- | ---- | --------------------------------------------- |
| 2004.10.30            | 21세기를 이끌어 나갈 차세대 콘서트                                                                          | 세라믹 팔레스홀                                                             |      |                                               |
| 2006.02.20            | Concerto per i 250 anni della nascita di Mozart                                                             | Teatro Donizetti, Bergamo                                                   |      | Luigi Ripamonti                               |
| 2007.02.22            | La Musica E Il Bene-Milano - Stagione 2006-2007                                                             | Sala Puccini, Conservatorio di Milano                                       |      | Pf. Elisa Carù                                |
| 2007.09.30            | Concorso Internazionale di Canto "Renata Tebaldi" 2007                                                      | Auditorium Palazzo dei Congressi Kursaal, San Marino                        |      | Edoardo Müller                                |
| 2007.11.26            | 이대웅 음악장학회 설립 20주년 기념 음악회                                                                   | 서울예고 연주홀                                                             |      |                                               |
| 2008.05.09            | 시호오페라단 창단 기념 콘서트                                                                               | 예술의전당 콘서트홀                                                         |      | 장윤성                                        |
| 2008.05.12            | 바리톤 김주택 초청 독창회 BARITONE KIM JOO_TAEK RECITAL                                                     | 영산아트홀                                                                  |      | Pf. 김도석                                    |
| 2008.09.03            | 이태리 싼타체칠리아                                                                                         | 영산아트홀                                                                  |      | Pf. 최춘지                                    |
| 2008.10.15            | 숭례문 복원 기금 마련을 위한 『피아노 앙상블과 오페라 축제』                                                | 영산아트홀                                                                  |      | 피아노로 추정됨                               |
| 2008.10.31            | 바리톤 김주택 독창회: 해외음악 콩쿠르 입상자 초청 시리즈                                                    | 대전문화예술의전당 앙상블홀                                                 |      | Pf. 김도석                                    |
| 2009.07.22            | Concerto per Renata Tebaldi                                                                                 | Giardino dell’Ambasciata d’Italia, San Marino                               |      | Pf. Luigi Marzola                             |
| 2009.10.31            | Canto Festival 2009 (Special Guest in Winners' Gala)                                                        | Teatro la Fenice, Amandola                                                  |      | Pf. Cesarina Compagnoni                       |
| 2010.03.07            | Per Elisa-Lyric recital in memory of Elisa Lisca fourth edition of the “Young voices” Award City of Magenta | Teatro Lirico di Magenta, Milano                                            |      | Pf. Sachiko Yanaghibashi                      |
| 2010.05.07            | Festa delle voci nuove (Festival of New Voices)                                                             | Auditorium Rai Arturo Toscanini, Piazza Rossaro, Torino                     |      | Pietro Mianiti                                |
| 2010.06.02            | Concerto per il Giorno della Repubblica Viva l’Italia e il bel canto                                        | Teatro Lirico di Magenta, Milano                                            |      | Alberto Malazzi                               |
| 2010.08.05            | Cavalleria Rusticana Concert, MusicaRivafestival 2010 (as a Zandonai winner)                                | San Giuseppe Auditorium in Rione Dè Gasperi                                 |      | Marco Boemi                                   |
| 2010.08.14            | 광복 65주년 기념음악회                                                                                      | 광화문광장                                                                  |      | 정명훈                                        |
| 2010.08.18            | 서울시향의 희망드림콘서트                                                                                   | 이화여자대학교 대강당                                                       |      | 정명훈                                        |
| 2010.09.25            | Cavalleria Rusticana, Gala evening of opera curated by concertodautunno                                     | Teatro Antonio Cagnoni, Vigevano                                            |      | Roberto Gianola                               |
| 2010.12.20            | La Notte dell’idillio, della paura, dell’incanto                                                            | Piccolo Teatro di Milano                                                    |      | Emanuele De Checchi                           |
| 2011.01.23            | Final Concert (As a Viñas Winner)                                                                           | Gran Teatre del Liceu, Barcelona                                            |      | Pf. Elena Kolesnikova/ Ricardo Estrada        |
| 2011.03.23            | 드림 액츄얼리                                                                                               | 마포아트센터 아트홀 맥                                                      |      | Pf. 김지현                                    |
| 2011.07.28            | Liederabend at the Trecastagni International Music Festival                                                 | Largo Abate Ferrara, Catania                                                |      | Pf. Annamaria Cali                            |
| 2011.08.04            | Carmina Burana, MusicaRivafestival                                                                          | Piazza Tre Novembre, Riva del Garda                                         |      | Marco Boemi                                   |
| 2011.08.18            | Opera Arias in Castel Rigone                                                                                | Relais La Fattoria, Castel Rigone, Perugia                                  |      | Pf. Sabina Belei                              |
| 2011.10.08            | Ouverture (As a winner of Maria Caniglia Competition)                                                       | Museo archeologico Francesco Savini, Teramo                                 |      |                                               |
| 2011.11.25            | Gran Concerto Lirico                                                                                        | Sala Verdi, Conservatorio di Milano                                         |      |                                               |
| 2011.12.10            | Concerto Lirico dedicato al 150° Anniversario dell'Unità d'Italia                                           | Teatro Pergolesi di Jesi                                                    |      | Roberto Polastri                              |
| 2011.12.22            | Mahler, Symphony No.8, Soloist                                                                              | 예술의전당 콘서트홀                                                         |      | 정명훈                                        |
| 2012.01.12            | 네번째 꿈꾸는 자들의 음악회                                                                                 | 포니정홀, 서울                                                              |      | Pf. 강준민                                    |
| 2012.05.04            | 국립경찰교향악단 초청 ‘가족과 함께하는 음악회’                                                              | 사우문화체육광장                                                            |      | 임성혁                                        |
| 2012.05.15            | 여수세계박람회 개최기념 서울시향 축하공연                                                                   | 빅오 해상무대                                                               |      | 정명훈                                        |
| 2012.05.23            | Opera Gala. Soloists of the opera house of the world                                                        | Temirkanov Grand Philharmonic Hall, National Opera Centre, Saint Petersburg |      | Marco Boemi                                   |
| 2012.07.20            | The spirit of the music of Venice                                                                           | Teatro la Fenice, Venecia                                                   |      | 정명훈                                        |
| 2012.12.20            | 차세대 바리톤 허종훈-김주택 듀오콘서트                                                                      | 포니정홀, 서울                                                              |      | Pf. 조영희                                    |
| 2013.03.28            | Salzburg Easter Festival, Concert for Salzburg                                                              | Großes Festspielhaus, 잘츠부르크                                            |      | 정명훈                                        |
| 2013.04.13            | Concert with Fenice Opera House Orchestra and Chorus, Tour in Japan 2013                                    | Festival Hall, Osaka                                                        |      | 정명훈                                        |
| 2013.04.18            | Concert with Fenice Opera House Orchestra and Chorus, Tour in Japan 2013                                    | Bunka Kaikan, Tokyo                                                         |      | 정명훈                                        |
| 2013.04.26            | 서울시향의 그레이트 시리즈 II Verdi Otello Libretto                                                         | 서울 예술의전당 콘서트홀                                                    |      | 정명훈                                        |
| 2013.08.15            | 서울시립교향악단 광복68주년 기념음악회                                                                      | 세종문화회관 대극장                                                         |      | 정명훈                                        |
| 2013.08.20-2013.08.21 | 베르디...나의 오페라                                                                                        | 세종문화회관 대극장                                                         |      | Marco Balderi                                 |
| 2013.10.04            | Viva Verdi Concert in Festival Pergolesi Spontini                                                           | Teatro G B Pergolesi, Jesi                                                  |      | Giacomo Sagripanti                            |
| 2013.12.29            | 정명훈과 친구들                                                                                             | 예술의전당 콘서트홀                                                         |      | 정명훈                                        |
| 2014.01.04            | 콘서트 오페라 - 돈 카를로 Don Carlo                                                                         | 평촌아트홀                                                                  |      | 정민                                          |
| 2014.01.06            | 2014년 극동방송 신년음악회                                                                                  | 극동방송 아트홀                                                             |      | Pf. 김수아                                    |
| 2014.05.31            | Zandonai International Competition for Young Opera Singers (Special Guest Performance)                      | Palacongressi in Riva del Garda                                             |      | —                                             |
| 2014.09.02            | 찬송과 가곡의 밤                                                                                            | 극동아트홀                                                                  |      | Pf. 조영희, 성우경                            |
| 2014.09.26            | 하나 클래식 시리즈 2_정명훈과 바그너                                                                        | 예술의전당 콘서트홀                                                         |      | 정명훈                                        |
| 2014.10.03            | 제4346주년 개천절 경축식                                                                                    | 세종문화회관                                                                |      |                                               |
| 2014.10.07            | 안산시립합창단 제48회 정기연주회                                                                            | 안산문화예술의전당 해돋이극장                                               |      | 박신화                                        |
| 2015.02.03            | Concerto Per Firenze Capitale                                                                               | Teatro del Maggio Musicale Fiorentino                                       |      | Giuseppe La Malfa                             |
| 2015.05.31            | 바리톤 김주택 리사이틀                                                                                      | 예술의전당 IBK챔버홀                                                        |      | Pf. 이영민, guitar 박종호                     |
| 2015.07.28            | La Bohème concert at Musica Riva Festival 2015 (Closing Concert)                                            | Cortile della Rocca, Riva del Garda                                         |      | Ricardo Casero                                |
| 2015.08.15            | 수박 프로젝트 - 김주택 양제경 뷰티풀 보이스                                                                 | 꿈의숲아트센터 콘서트홀                                                     |      | Pf. 박형진                                    |
| 2015.12.05            | 사무엘 윤과 유럽 오페라 스타즈 - 대구                                                                       | 대구 오페라하우스                                                           |      | 김덕기                                        |
| 2016.03.14            | 2016 CBS아름다운열정 〈벨 칸토〉                                                                            | 예술의전당 콘서트홀                                                         |      | 김덕기                                        |
| 2016.03.17            | 세상을 아름답게 하는 오페라 버킷                                                                            | 예술의전당 IBK챔버홀                                                        |      | 김주현                                        |
| 2016.08.31            | 라 스칼라 극장 오케스트라 & 합창단                                                                          | 롯데콘서트홀, 서울                                                          |      | 정명훈                                        |
| 2016.09.03            | 라 스칼라 극장 인 상하이: 시몬 보카네그라 콘서트                                                            | 샹하이 오리엔탈 아트센터                                                    |      | 정명훈                                        |
| 2016.09.20-2016.09.22 | 오페라 콜라주 〈카사노바 길들이기〉                                                                         | 예술의전당 CJ 토월극장                                                      |      | 김덕기                                        |
| 2016.10.20-2016.10.24 | Fidelio | Auditorium Parco della Musica, Rome                                         |      | Sir Antonio Pappano                           |
| 2017.03.11            | 사무엘 윤의 오페라 콘체르탄테 〈사랑의 묘약〉                                                               | 예술의전당 콘서트홀                                                         |      | José Miguel Esandi                            |
| 2017.09.17            | 2017 예술의전당 회원음악회                                                                                  | 예술의전당 콘서트홀                                                         |      | 이병욱                                        |
| 2017.09.27            | 아름다운 로비음악회                                                                                         | 금호아시아나 본관 1층 로비                                                  |      | Pf. 강준민                                    |
| 2017.10.30            | 2017 극동방송 가을음악회                                                                                    | 세종문화회관 대극장                                                         |      | 박상현                                        |
| 2017.11.30            | 안산시여성합창단 정기연주회, Begin Again                                                                    | 안산문화예술의전당 해돋이극장                                               |      | 한규석                                        |
| 2017.12.02            | 오페라 콘체르탄테: 람메르무어의 루치아                                                                      | 롯데콘서트홀, 서울                                                          |      | José Miguel Esandi                            |
| 2018.01.07            | 오페라 카니발 - 대구                                                                                        | 대구콘서트하우스 그랜드홀                                                   |      | 김덕기                                        |
| 2018.01.12            | 오페라 카니발                                                                                               | 롯데콘서트홀, 서울                                                          |      | 김덕기                                        |
| 2018.01.21            | 바리톤 김주택의 하우스 콘서트: 초심                                                                         | 금호아트홀 연세                                                             |      | Pf. 강준민                                    |
| 2018.02.02            | 강남심포니오케스트라 제75회 정기연주회                                                                      | 코엑스 오디토리움                                                           |      | 성기선                                        |
| 2018.06.24-2018.07.18 | 오페라 콜라주 〈카사노바 길들이기〉                                                                         | 여의도 KBS홀                                                                |      | 김덕기(녹음)                                  |
| 2018.07.17-2018.07.18 | 2018 교보 노블리에 콘서트                                                                                   | 예술의전당 콘서트홀                                                         |      | 정명훈                                        |
| 2019.01.04            | 바리톤 김주택 리사이틀                                                                                      | 예술의전당 IBK챔버홀                                                        |      | Pf. 이영민                                    |
| 2019.01.10            | 황수미의 Opera Climax                                                                                       | 예술의전당 콘서트홀                                                         |      | 김덕기                                        |
| 2019.04.12            | 전북극동방송 개국 축하음악회                                                                                | 이리신광교회                                                                |      |                                               |
| 2019.05.19            | 카사노바 길들이기 갈라 콘서트                                                                               | 예술의전당 콘서트홀                                                         |      | 김덕기                                        |
| 2019.06.09            | 바리톤 김주택 리사이틀 〈이탈리아나〉                                                                       | LG아트센터                                                                  |      | guitar 박종호, Pf. 이영민                     |
| 2019.06.13            | 바리톤 김주택과 함께 하는 나눔음악회                                                                        | 고양아람누리 아람음악당                                                     |      | Pf. 강준민                                    |
| 2019.06.17            | 제51회 대한민국 국가조찬기도회                                                                              | 코엑스                                                                      |      |                                               |
| 2019.06.19            | 하트-하트재단과 신한은행이 함께 하는 With Concert                                                           | 광림아트센터 장천홀                                                         |      | 안두현                                        |
| 2019.07.28            | 바리톤 김주택 오페라 토크콘서트                                                                             | 영산아트홀                                                                  |      | Pf. 강준민                                    |
| 2019.08.08            | 디·오페라 콘서트 - 대구 (제17회 대구국제오페라축제)                                                         | 대구 오페라하우스                                                           |      | 류명우                                        |
| 2019.08.09            | 바리톤 김주택 리사이틀 〈이탈리아나〉 - 부산                                                                | 부산문화회관 중극장                                                         |      | guitar 박종호, Pf. 이영민                     |
| 2019.10.20            | 전남동부극동방송 개국4주년 축하음악회                                                                       | 광영중앙교회                                                                |      | 이삼열                                        |
| 2020.03.18            | 코로나 19 종식을 기원하는 희망콘서트                                                                        | 온라인 방송                                                                 |      | Pf. 강준민                                    |
| 2020.07.08            | 6.25전쟁 70주년 기념 특별 음악회 〈평화 콘서트〉                                                            | 예술의전당 콘서트홀                                                         |      | 이병욱                                        |
| 2020.07.11            | 오페라 카니발 2020                                                                                          | 예술의전당 콘서트홀                                                         |      | Pf. 문재원                                    |
| 2020.08.11            | 2020 제주국제관악제 개막공연                                                                                | 제주 국제컨벤션센터                                                         |      | 이동호                                        |
| 2020.08.14            | 오페라 카니발 2020 앙코르                                                                                   | 롯데콘서트홀                                                                |      | Pf. 문재원                                    |
| 2020.09.26            | 마포 M-클래식축제                                                                                           | 디지털 대합창 프로젝트 (온라인)                                             |      | 최영선                                        |
| 2020.11.07            | 오페라 패션                                                                                                 | 롯데콘서트홀                                                                |      | Pf. 이영민                                    |
| 2020.11.17            | 2020 극동방송 가을음악회                                                                                    | 롯데콘서트홀                                                                |      | 박상현                                        |
| 2020.12.27            | 사무엘윤의 Opera Climax                                                                                     | 예술의전당 콘서트홀                                                         |      | 김덕기                                        |
| 2021.04.11            | 오페라스타                                                                                                  | 롯데콘서트홀                                                                |      | 성기선                                        |
| 2021.04.20            | 코리아쿱오케스트라 칸타타 레볼루션 II - 창원                                                                | 3.15 아트센터 대극장                                                        |      | 김덕기                                        |
| 2021.04.21            | 코리아쿱오케스트라 칸타타 레볼루션 II - 광주                                                                | 국립아시아문화전당 극장2                                                    |      | 김덕기                                        |
| 2021.05.13            | 위드 콘서트, 하트하트재단                                                                                   | 연세대학교 백주년기념관                                                     |      | 안두현                                        |
| 2021.05.14            | 팬텀 스페셜 & 오케스트라                                                                                    | 예술의전당 콘서트홀                                                         |      | 최영선                                        |
| 2021.05.15            | 팬텀 스페셜 & 오케스트라                                                                                    | 예술의전당 콘서트홀                                                         |      | 최영선                                        |
| 2021.05.18            | 제41주년 5·18민주화운동 기념식                                                                              | 국립5·18민주묘지                                                            |      |                                               |
| 2021.05.24            | 발달장애 연주자와 신한음악상 수상자가 함께하는 위드콘서트                                                   | 덕수궁 석조전                                                               |      |                                               |
| 2021.07.03            | 오페라 카니발 2021 고풍의 아리아                                                                            | 롯데콘서트홀                                                                |      | 정호정                                        |
| 2021.07.10-2021.07.11 | 팬텀 카니발 2021: Beyond Crossover                                                                          | 롯데콘서트홀                                                                |      | orch/band                                     |
| 2021.08.29            | 바리톤 김주택 팬미팅 'Upfly'                                                                                | 백암아트홀                                                                  |      | —                                             |
| 2021.09.09            | 힘내라 전라북도 울리자 전북의 소리 (군산&전주 시립교향악단)                                                 | 전주 한국소리문화의전당 모악당                                              |      | 백정현                                        |
| 2021.10.08            | 영화 속 음악: 아마데우스                                                                                    | 롯데콘서트홀                                                                |      | 최영선                                        |
| 2021.11.13            | 2021 대구세계합창축제                                                                                       | 대구 오페라하우스                                                           |      | —                                             |
| 2021.11.21            | 제주도민과 함께하는 열린음악회                                                                              | 서귀포 예술의전당                                                           |      | 김봉미                                        |
| 2021.11.27            | 바리톤 김주택 뮤직 라이브러리 Act 1. The Classic                                                            | 롯데콘서트홀                                                                |      | 김재원                                        |
| 2021.12.03            | 해설이 있는 오페라 갈라콘서트                                                                               | 부산문화회관 대극장                                                         |      | 김광현                                        |
| 2021.12.09            | 김주택과 함께하는 여민락 콘서트                                                                             | 세종 예술의전당                                                             |      | Pf. 정태양/chamber orch.                      |
| 2021.12.17            | 더 뮤지컬 스타 - 천안                                                                                       | 천안 예술의전당 대공연장                                                    |      | —                                             |
| 2021.12.25-2021.12.26 | 2021 크리스마스 콘서트                                                                                      | 대전 예술의전당                                                             |      | Master 박윤우                                 |
| 2021.12.31-2022.01.01 | 헐리우드 영화음악 콘서트                                                                                    | 부산 드림시어터                                                             |      | 김재원                                        |
| 2022.02.11            | 코리아쿱오케스트라 칸타타 레볼루션 III                                                                      | 부산 금정문화회관 금빛누리홀                                                |      | 김덕기                                        |
| 2022.02.15            | 코리아쿱오케스트라 칸타타 레볼루션 III                                                                      | 천안 예술의전당                                                             |      | 김덕기                                        |
| 2022.02.16            | 코리아쿱오케스트라 칸타타 레볼루션 III                                                                      | 대한성공회 서울주교좌성당                                                   |      | 김덕기                                        |
| 2022.02.18            | 극동방송 신년 음악회                                                                                        | 극동방송 아트홀                                                             |      | 하쥬리밴드                                    |
| 2022.02.22            | 방방곡곡 페스타                                                                                             | 하남문화예술회관 대극장                                                     |      | 김광현                                        |
| 2022.03.15            | TV예술무대 골든콘서트 프렌즈                                                                                | 상암MBC 골든마우스홀                                                        |      | Pf. 정태양                                    |
| 2022.03.24            | 팬텀 & 퀸 The Magic                                                                                         | 순천문화예술회관 대극장                                                     |      | 김봉미                                        |
| 2022.03.27            | 김주택 정태양의 오페라오페라 콘서트                                                                         | 성남아트센터                                                                |      | Pf. 정태양                                    |
| 2022.04.22            | 부산극동방송 개국 14주년 축하음악회                                                                         | 부산극동방송 아트홀                                                         |      |                                               |
| 2022.04.24            | 김주택 손태진 존노 어쩌다 페스티벌 in 대구                                                                  | 영남대학교 천마아트센터 그랜드홀                                            |      | 권태은                                        |
| 2022.04.30            | Wonderland Festival 2022                                                                                    | 올림픽공원 88잔디마당                                                       |      | 김문정                                        |
| 2022.05.01            | 박정현 김주택 어쩌다 페스티벌 in 부산                                                                       | 부산 KBS홀                                                                  |      | —                                             |
| 2022.05.08            | 김주택 손태진 존노 어쩌다 페스티벌 in 울산                                                                  | 울산문화예술회관 대극장                                                     |      | band                                          |
| 2022.05.22            | 바리톤 김주택 뮤직 라이브러리 Act 2. La Vocal                                                               | 예술의전당 콘서트홀                                                         |      | 김광현                                        |
| 2022.05.25            | 2022 예술의전당 아티스트 라운지                                                                             | 예술의전당 IBK챔버홀                                                        |      | Pf. 정태양                                    |
| 2022.06.22            | The Magic 팬텀 앤 퀸                                                                                        | 한울원자력본부 홍보관 대강당                                                |      | 김봉미                                        |
| 2022.07.09            | 바리톤 김주택 뮤직 라이브러리 Act 3. CROSSOVER                                                              | 연세대학교 백주년기념관                                                     |      | —                                             |
| 2022.07.19            | 위드콘서트                                                                                                  | 마포아트센터 아트홀맥                                                       |      | 안두현                                        |
| 2022.08.27            | 정서진 피크닉 클래식 2022 오프닝 콘서트                                                                     | 인천서구문화회관                                                            |      | (디토 오케스트라)                             |
| 2022.09.17            | The Magic 팬텀 앤 퀸                                                                                        | 창원 성산아트홀 대극장                                                      |      | 김봉미                                        |
| 2022.10.02            | 바리톤 김주택 ＆ 피아니스트 정태양 오페라 오페라                                                            | 예술의전당 콘서트홀                                                         |      | Pf. 정태양                                    |
| 2022.10.07            | The Magic 팬텀 앤 퀸                                                                                        | 연천 수레아트홀 대공연장                                                    |      | 김봉미                                        |
| 2022.10.15            | The Magic 팬텀 앤 퀸                                                                                        | 과천 시민회관 대극장                                                        |      | 김봉미                                        |
| 2022.11.03            | 오페라 갈라랜드                                                                                             | 제주 KBS홀                                                                  |      | Unai Urrecho                                  |
| 2022.11.13            | 바리톤 김주택 피아니스트 정태양 오페라 오페라                                                               | 예술의전당 IBK챔버홀                                                        |      | Pf. 정태양                                    |
| 2022.11.19            | The Magic 팬텀 앤 퀸                                                                                        | 대구 달서아트센터 청룡홀                                                    |      | 김봉미                                        |
| 2022.12.03            | 앤리오 모리꼬네 영화음악 콘서트                                                                             | 성남아트센터 콘서트홀                                                       |      | 김재원                                        |
| 2022.12.07            | KBS교향악단 충주 송년음악회                                                                                 | 충주문화회관                                                                |      | 여자경                                        |
| 2022.12.08            | 광주극동방송 개국10주년 기념 감사음악회                                                                     | 광주순복음교회                                                              |      | 코리아 모던필 앙상블                          |
| 2022.12.09            | KBS교향악단 초청 송년음악회                                                                                 | 평택 남부문화예술회관 대공연장                                              |      | 여자경                                        |
| 2022.12.15            | MUSIC IN THE DARK DA CAPO (한빛예술단 협연)                                                                 | 창녕문화예술회관 대공연장                                                   |      | 한빛예술단                                    |
| 2022.12.24            | 크리스마스 콘서트 FAVORITE THINGS                                                                           | 대구콘서트하우스 그랜드홀                                                   |      | 김성진                                        |
| 2022.12.25            | 라이브러리 컴퍼니 자선음악회                                                                                | 세종문화회관 S씨어터                                                        |      | —                                             |
| 2023.01.13            | 강북문화재단 신년음악회 (한빛예술단 협연)                                                                   | 강북진달래홀                                                                |      | 한빛예술단                                    |
| 2023.01.14            | 2023 신년음악회 The Magic 팬텀 앤 퀸                                                                        | 아산 경찰인재개발원 차일혁홀                                                |      | 김봉미                                        |
| 2023.04.15            | 라이브러리 더 크로스오버 콘서트                                                                             | 롯데콘서트홀                                                                |      | —                                             |
| 2023.07.06            | The Magic 팬텀 앤 퀸                                                                                        | 논산아트센터 대공연장                                                       |      | 김봉미                                        |
| 2023.11.10            | The Magic 팬텀 앤 퀸                                                                                        | 함안문화예술화관 대공연장                                                   |      | 김봉미                                        |
| 2023.12.09            | 김주택 뮤직 라이브러리 Act 4. L'invito                                                                      | 롯데콘서트홀                                                                |      | orch/band                                     |
| 2023.12.12            | 달성군립합창단 정기연주회                                                                                   | 달성군청 대강당                                                             |      | 박찬일                                        |
| 2023.12.27            | 경기아트센터 송년음악회                                                                                     | 경기아트센터                                                                |      | 임헌정                                        |
| 2024.03.19-2024.03.20 | 아름다운 열정 The Baritones with 손지수                                                                     | 롯데콘서트홀                                                                |      | 박상현                                        |
| 2024.04.19            | 제64주년 4·19혁명 기념식                                                                                    | 국립4·19민주묘지                                                            |      |                                               |
| 2024.07.08            | 제68회 충주시민의 날 기념공연 <동감, 충주>                                                                  | 충주시 문화회관                                                             |      | 김광현                                        |
| 2024.07.09            | 한국일보 창간70주년 기념음악회                                                                              | 롯데콘서트홀                                                                |      | 여자경                                        |
| 2024.07.17            | 옥주현 with Friends 뮤지컬 콘서트                                                                           | 경기아트센터                                                                |      | 김상훈                                        |
| 2024.08.27            | 선화예술고등학교 개교 50주년 기념 관현악 정기연주회                                                         | 롯데콘서트홀, 서울                                                          |      | 강창우                                        |
| 2024.09.21            | 2024 아침음악나들이 4 - 김주택 - 고양                                                                       | 고양어울림누리 어울림극장                                                   |      | Pf. 정태양                                    |
| 2024.10.01            | 선화예술중고등학교 개교 50주년 기념 동문음악회                                                              | 롯데콘서트홀, 서울                                                          |      | 김유원                                        |
| 2024.10.13            | ACI 가을 음악 페스티벌                                                                                      | 아트센터인천 콘서트홀, 인천                                                 |      | 정한결                                        |
| 2024.11.02            | 수도토요 음악회                                                                                             | 수도중앙교회, 서울                                                          |      | 조병익, 박회림                                |
| 2024.11.23            | 뮤지컬＆무비 슈퍼콘서트 with 옥주현＆김주택                                                                 | 롯데콘서트홀, 서울                                                          |      | 최영선                                        |
| 2024.11.30            | 〈EUNOIA〉 크로스오버 콘서트 THE LEGEND - 대구                                                              | 아양아트센터 아양홀, 대구                                                   |      |                                               |
| 2024.12.29            | 2024 아듀 슈퍼콘서트 with 옥주현＆민우혁＆김주택 - 의정부                                                   | 의정부예술의전당 대극장, 의정부                                             |      | 최영선                                        |
| 2025.01.19            | 바싸르 오케스트라 〈클래식 페스티벌〉 - 구리                                                                | 구리아트홀 코스모스 대극장, 구리                                            |      | 김상훈                                        |
| 2025.02.06            | 바이오스타와 함께 하는 사운드 오브 그레이스 <신년음악회>                                                    | 극동방송 아트홀, 서울                                                       |      | 최정원, 림팍, 로벤 스트링 콰르텟 & 하쥬리밴드 |
| 2025.02.15            | 연천수레울아트홀 바싸르오케스트라 〈2025 신년음악회〉                                                       | 연천수레울아트홀, 연천                                                      |      | 김상훈                                        |
| 2025.02.27            | Lover's Concert                                                                                             | 군포문화예술회관 수리홀, 군포                                               |      | 김광현, 김유미, 윤유경                        |
| 2025.05.01            | CGN개국 20주년 기념 "지금, 여기 함께"                                                                       | 여의도 KBS 공개홀, 서울                                                     |      | 윤복희, 양동근, 소향, 김영우                  |
| 2025.05.12            | 스승의 날 기념 - 교직원을 위한 힐링 음악회                                                                  | 해봄아트홀, 진주                                                            |      | 하진, 박초현, 즈(지읒)                        |
| 2025.05.17            | 옥주현 with Friends 뮤지컬 콘서트 - 춘천                                                                    | 강원대학교 백령아트센터, 춘천                                               |      | 옥주현, 김지우                                |
| 2025.06.06            | 제70회 현충일 추념식                                                                                        | 국립서울현충원, 서울                                                        |      |                                               |
| 2025.06.13-2025.06.14 | 서울시향의 광복80주년 기념 강변음악회                                                                       | 여의도 한강공원,서울                                                        |      | 얍 판 츠베덴, 이해원                          |
| 2025.09.14            | 김주택의 뮤직 라이브러리 Act 5. ’Le Canzoni‘                                                                | 성남아트센터 콘서트홀, 성남                                                 |      | Pf.                                           |

## 뮤지컬 경력

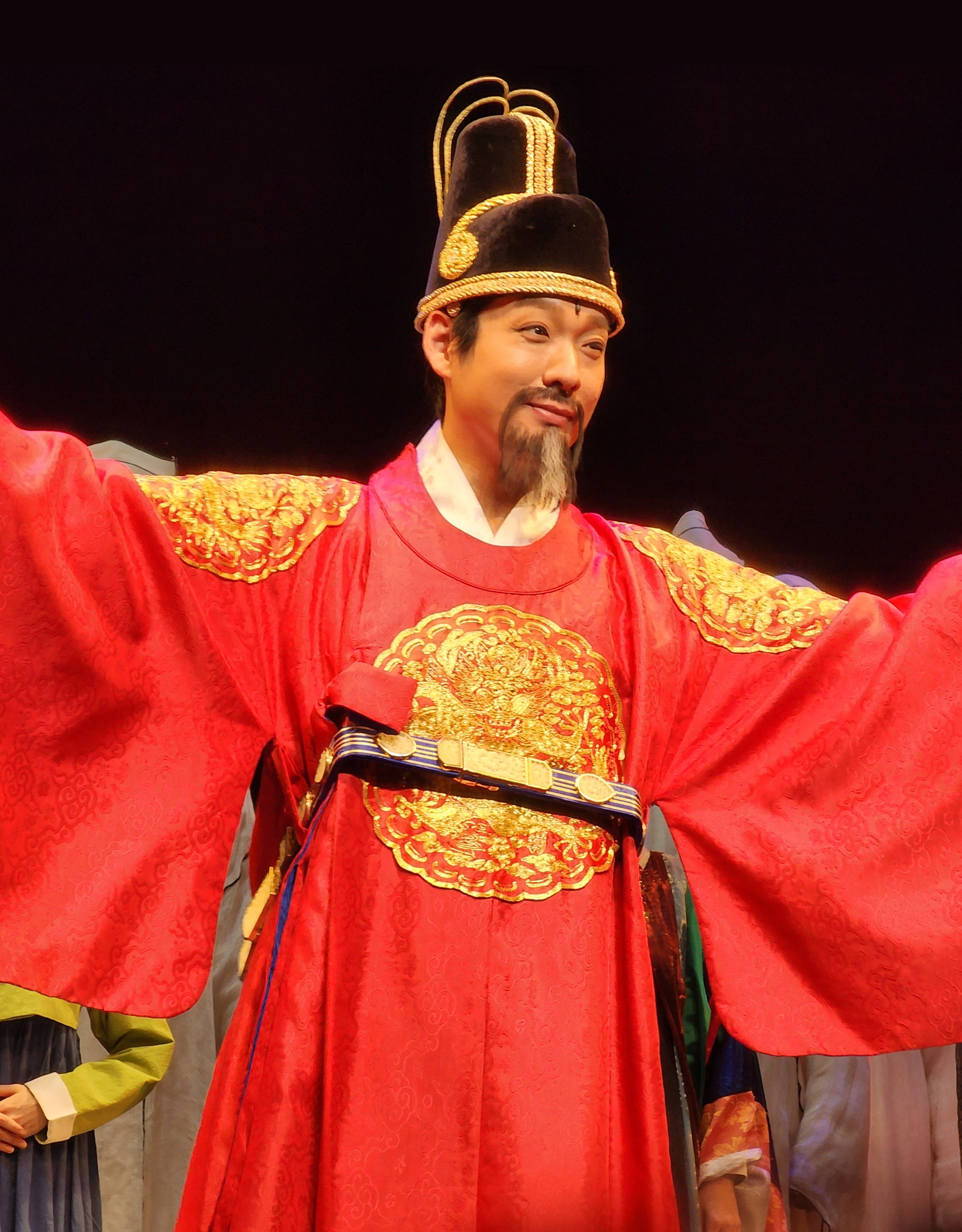
김주택, 2025년 한국 창작 뮤지컬 '명성황후' 전국 투어 공연 중 고종 역 커튼콜

2020년 2월경 코로나 19로 인해 이탈리아에서 모든 오페라가 취소되어, 김주택은 한국에 머무르게 되었다. 당시 대한민국의 상황은 제한된 일상생활은 가능한 수준이어서 코로나 19 방역수칙 내에서 뮤지컬 공연이 열리고 있었다. 이때 김주택은 미라클라스 동료인 박강현의 공연을 관람하면서 뮤지컬에 대한 관심이 커졌다.
이 무렵 앤드류 로이드 웨버 재단에서 제작하는 오페라의 유령 한국 공연의 오디션이 열렸고, 김주택은 온라인 오디션에 참여하여 2023–2024 공연의 팬텀으로 선택되었다. 그는 2023년 3월 28일 부산 드림씨어터에서 뮤지컬에 데뷔하였다. 그는 부산에서 30회, 서울 샤롯데씨어터에서 31회, 대구 계명아트센터에서 21회, 총 82회 팬텀 역할을 수행했다. 그는 부산 공연 당시 카리스마와 섬세함이 공존하는 팬텀을 선보이며 평단과 관객들의 호평을 받았다. 성악가 특유의 울림 있는 목소리에 대한 찬사가 이어졌으며, 오페라 가수로서의 유연함을 무기로 강하면서도 여린 팬텀의 모습을 보여줬다는 평을 받았다. 김주택은 이 공연으로 2024년 개최된 제8회 한국뮤지컬어워즈에서 남자 신인상을 수상했다.
그는 2024년 3월에서 6월까지 서울 유니버설아트센터에서 뮤지컬 그레이트 코멧의 피에르 베주코프 역할로 공연했다. 김주택은 탄탄한 가창력과 섬세한 연기력으로 귀족이지만 상류 사회에 어울리지 못하는 우울한 모습의 피에르 역을 완벽하게 표현했다는 평을 받았다.
2024년 12월부터 2025년 7월까지 뮤지컬 명성황후 30주년 기념 공연했다.
| 날짜                     | 제목          | 배역            | 공연장                                 | 공연 횟수 |
| ------------------------ | ------------- | --------------- | -------------------------------------- | --------- |
| 2023.03.28 - 2023.06.18  | 오페라의 유령 | 팬텀            | 드림씨어터, 부산                       | 30        |
| 2023.07.21 - 2023.11.18  | 오페라의 유령 | 팬텀            | 샤롯데씨어터, 서울                     | 31        |
| 2023.12.22 - 2024.02.04  | 오페라의 유령 | 팬텀            | 계명아트센터, 대구                     | 21        |
| 2024.03.28 - 2024.06.16  | 그레이트 코멧 | 피에르 베주코프 | 유니버설아트센터, 서울                 | 33        |
| 2024.12.10 - 2024.12.15  | 명성황후      | 고종            | 계명아트센터, 대구                     | 2         |
| 2024.12.20 - 2024.12.29  | 명성황후      | 고종            | 드림씨어터, 부산                       | 4         |
| 2025.01.21 - 2025.03.30  | 명성황후      | 고종            | 세종문화회관 대극장, 서울              | 30        |
| 2025.04.04 - 2025.04.06  | 명성황후      | 고종            | 천안예술의전당 대공연장, 천안          | 2         |
| 2025.04.11 - 2025.04.13  | 명성황후      | 고종            | 창원 성산아트홀 대극장, 창원           | 1         |
| 2025.04.18 - 2025.04.20  | 명성황후      | 고종            | 용인포은아트홀, 용인                   | 1         |
| 2025-04-25 - 2025-04-27  | 명성황후      | 고종            | 의정부예술의전당 대극장                | 1         |
| 2025-05-02 - 2025-05-04  | 명성황후      | 고종            | 대전예술의전당 아트홀                  | 2         |
| 2025-05-16 - 2025-05-18  | 명성황후      | 고종            | 울산문화예술회관 대공연장              | 1         |
| 2025-05-23 - 2025-05-25  | 명성황후      | 고종            | 김해문화의전당 마루홀                  | 1         |
| 2025-05-30 - 2025-06-01  | 명성황후      | 고종            | 한국소리문화의전당 모악당              | 2         |
| 2025.06.06 - 2025.06. 08 | 명성황후      | 고종            | 청주예술의 전당, 청주                  | 1         |
| 2025.06.13 - 2025.06.15  | 명성황후      | 고종            | 경기아트센터, 수원                     | 1         |
| 2025.06.20 - 2025.06.22  | 명성황후      | 고종            | 고양 아람누리, 고양                    | 2         |
| 2025.07.04 - 2025.07.06  | 명성황후      | 고종            | 예울마루, 여수                         | 1         |
| 2025.07.11 - 2025.07.13  | 명성황후      | 고종            | 성남아트센터, 성남                     | 1         |
| 2025.07.18 - 2025.07.20  | 명성황후      | 고종            | 동서대학교 소향씨어터 신한카드홀, 부산 | 2         |
| 2025.07.25 - 2025.07.27  | 명성황후      | 고종            | 당진문예의전당, 당진                   | 1         |

## 음반

### 앨범
| 제목                            | 제목 | Peak Chart Position | Sales |
| 제목                            | 제목 | KOR                 | Sales |
| ------------------------------- | --- | ------------------- | ----- |
| Verdi: Giovanna d'Arco (라이브) | - 발매일: March 25, 2016 - 레이블: Dynamic srl, Italy - 아티스트: Jessica Pratt/Jean-Francois Borras/Julian Kim - 합창: Coro del Teatro Petruzzelli di Bari - 지휘: Riccardo Frizza - 오케스트라: Orchestra Internazionale d'Italia - 작곡: Giuseppe Verdi - 포맷: DVD/블루레이, 디지털 다운로드 |                     |       |
| 이탈리아나                      | - 발매일: June 5, 2019 - 레이블: 아트앤아티스트, 데카 레코드 - 포맷: CD, 디지털 다운로드 - 트랙 리스트 1. 토스티: Ideale 2. 토스티: Non t’amo piu 3. 토스티: L’ultima canzone 4. 토스티: A vucchella 5. 라차로: Chitarra romana 6. 도니제티: Canzone de marinara 7. 토스티: La mia canzone 8. 토스티: Penso 9. 쿠르티스: Ti voglio tanto bene 10. 가스탈돈: Musica proibita 11. 조르다니: Caro mio ben 12. 벨리니: Fenesta che lucive 13. 모차르트: Deh vieni alla finestra 14. 페치아: Lolita 15. 쿠르티스: Non ti scordar di me | 2                   | 1,547 |

### EP
| 제목     | Details |
| -------- | --- |
| 모노로그 | - 발매일: July 1, 2022 - 레이블: 라이브러리컴퍼니, 다날 엔터테인먼트 - 포맷: 디지털 다운로드 - 트랙 리스트 1. 바람이 부네요 2. 그대만을 3. 바다끝 4. 바람이 부네요 (Inst.) 5. 그대만을 (Inst.) 6. 바다끝 (Inst.) |

### 싱글앨범
| 제목                 | 년도 | 세부사항                                                                             |
| -------------------- | ---- | ------------------------------------------------------------------------------------ |
| 마음꽃               | 2009 | 천추태후 OST                                                                         |
| Non Ti Scordar Di Me | 2019 | - 발매일: May 31, 2019 - 레이블: 아트앤아티스트, 데카 레코드 - 포맷: 디지털 다운로드 |

### 참여음반
| 제목                                                                                      | 년도 | 세부사항 |
| ----------------------------------------------------------------------------------------- | ---- | --- |
| Tra ‘poeti maledetti’ e cabaret (Duparc, Chausson, Fauré, Debussy, Ravel, Ibert, Poulenc) | 2008 | ISBN: 88-467-2269-8 - CD attached - Published by Teatro Comunale di Casalpusterlengo, Italy - Artists: Sabina Belei, Loris Bertolo, Gianfranco Cerreto, Luca Ciammarughi, Francesca Franzil, Joo-Taek Kim, Myung-Jae Kho, Marco Laganà, Antonella Matarazzo, Angela Nisi, Raffaella Novel, Marta Tacconi, Paola Vianello, Barbara Vignudelli |
| "Chanson Romanesque (Don Quichotte à Dulcinèe)"                                           | 2008 | La Musica E Il Bene - Stagione 2006/2007 - 레이블: Suonare Records, Italy - 아티스트: Various Artists |
| Chanson Epique (Don Quichotte à Dulcinèe)"                                                | 2008 | La Musica E Il Bene - Stagione 2006/2007 - 레이블: Suonare Records, Italy - 아티스트: Various Artists |
| "Chanson à Boire (Don Quichotte à Dulcinèe)"                                              | 2008 | La Musica E Il Bene - Stagione 2006/2007 - 레이블: Suonare Records, Italy - 아티스트: Various Artists |
| "Schubert: Drei Gesange, D. 902: 12. L'ncanto degli Occhi                                 | 2015 | 한국의 클래식 내일의 주역들 - 레이블: KBS Classic FM, 아울로스미디어 - 아티스트: 김세일, 김주택 |
| "Drei Gesange, D. 902: Ll traditor deluso"                                                | 2015 | 한국의 클래식 내일의 주역들 - 레이블: KBS Classic FM, 아울로스미디어 - 아티스트: 김세일, 김주택 |
| "Drei Gesange, D. 902: Il modo di prender moglie"                                         | 2015 | 한국의 클래식 내일의 주역들 - 레이블: KBS Classic FM, 아울로스미디어 - 아티스트: 김세일, 김주택 |
| "Obradors: La mi sola, Laureola from Canciones Clasicas Espanolas"                        | 2015 | 한국의 클래식 내일의 주역들 - 레이블: KBS Classic FM, 아울로스미디어 - 아티스트: 김세일, 김주택 |
| "Del cabello mas sutil from Canciones Clasicas Espanolas"                                 | 2015 | 한국의 클래식 내일의 주역들 - 레이블: KBS Classic FM, 아울로스미디어 - 아티스트: 김세일, 김주택 |
| "Verdi: Morte di Rodrigo e Sommossa from Don Carlo"                                       | 2015 | 한국의 클래식 내일의 주역들 - 레이블: KBS Classic FM, 아울로스미디어 - 아티스트: 김세일, 김주택 |
| "Alfin questo corsaro...Cento leggiadre vergini il from Corsaro"                          | 2015 | 한국의 클래식 내일의 주역들 - 레이블: KBS Classic FM, 아울로스미디어 - 아티스트: 김세일, 김주택 |
| "L'ultima Notte"                                                                          | 2017 | 팬텀싱어 2 - JTBC (TV 프로그램) |
| "꽃 피는 날"                                                                              | 2017 | 팬텀싱어 2 - JTBC (TV 프로그램) |
| "Tornera l'amore"                                                                         | 2017 | 팬텀싱어 2 - JTBC (TV 프로그램) |
| "꽃"                                                                                      | 2017 | 팬텀싱어 2 - JTBC (TV 프로그램) |
| "꽃 피는 날"                                                                              | 2018 | 팬텀싱어 시즌 2 - JTBC 크로스오버 남성 4중창단 결성 프로젝트 [2CD / 방송 미공개 사진 삽입] - 레이블: 지니뮤직 - 아티스트: 김주택, 김동현, 안세권, 이충주, 조형균, 배두훈, 강형호, 조민규, 고우림, 박강현, 정필립, 한태인 |
| "Tornera l'amore"                                                                         | 2018 | 팬텀싱어 시즌 2 - JTBC 크로스오버 남성 4중창단 결성 프로젝트 [2CD / 방송 미공개 사진 삽입] - 레이블: 지니뮤직 - 아티스트: 김주택, 김동현, 안세권, 이충주, 조형균, 배두훈, 강형호, 조민규, 고우림, 박강현, 정필립, 한태인 |
| "Notte"                                                                                   | 2018 | 팬텀싱어 시즌 2 - JTBC 크로스오버 남성 4중창단 결성 프로젝트 [2CD / 방송 미공개 사진 삽입] - 레이블: 지니뮤직 - 아티스트: 김주택, 김동현, 안세권, 이충주, 조형균, 배두훈, 강형호, 조민규, 고우림, 박강현, 정필립, 한태인 |
| "Forsaken"                                                                                | 2018 | 팬텀싱어 시즌 2 - JTBC 크로스오버 남성 4중창단 결성 프로젝트 [2CD / 방송 미공개 사진 삽입] - 레이블: 지니뮤직 - 아티스트: 김주택, 김동현, 안세권, 이충주, 조형균, 배두훈, 강형호, 조민규, 고우림, 박강현, 정필립, 한태인 |
| "Who wants to live forever"                                                               | 2018 | 팬텀싱어 시즌 2 - JTBC 크로스오버 남성 4중창단 결성 프로젝트 [2CD / 방송 미공개 사진 삽입] - 레이블: 지니뮤직 - 아티스트: 김주택, 김동현, 안세권, 이충주, 조형균, 배두훈, 강형호, 조민규, 고우림, 박강현, 정필립, 한태인 |
| "Feelings"                                                                                | 2018 | 팬텀싱어 시즌 2 - JTBC 크로스오버 남성 4중창단 결성 프로젝트 [2CD / 방송 미공개 사진 삽입] - 레이블: 지니뮤직 - 아티스트: 김주택, 김동현, 안세권, 이충주, 조형균, 배두훈, 강형호, 조민규, 고우림, 박강현, 정필립, 한태인 |
| Donizetti: "Bella Siccome Un Angelo," Don Pasquale                                        | 2019 | 카사노바 길들이기 - 레이블: Universal Music - 아티스트: 김현수, 정필립, 김주택, 조병익, 고우림, 코리아쿱오케스트라 & 김덕기 |
| Mozart: "Finch'han Dal Vino," Don Giovanni                                                | 2019 | 카사노바 길들이기 - 레이블: Universal Music - 아티스트: 김현수, 정필립, 김주택, 조병익, 고우림, 코리아쿱오케스트라 & 김덕기 |
| Thomas: "O vin. dissipe la tristesse," Hamlet                                             | 2019 | 카사노바 길들이기 - 레이블: Universal Music - 아티스트: 김현수, 정필립, 김주택, 조병익, 고우림, 코리아쿱오케스트라 & 김덕기 |
| "너의것"                                                                                  | 2021 | 팬텀 스페셜 콘서트 레코딩 - 한국저작권위원회 No 100004242098 - 예술의전당 |
| "광복군아리랑"                                                                            | 2021 | 독립군의 노래 - 독립기념관 (AUDIOGUY 녹음) - 아티스트: 천안시립교향악단 |

### 뮤직비디오
| 제목 | 년도 | 채널      |
| --- | ---- | --------- |
| 김소현 - 어두운 밤을 비춰주오 \| 김주택 - 그리운 곤전 \| 뮤지컬 ‘명성황후’ OST \| dingo live \| 딩고뮤직 \| Dingo Music | 2025 | 딩고 뮤직 |

## TV와 미디어
미라클라스 멤버로서의 활동: 미라클라스 문서

### TV
김주택은 주로 음악 방송인 열린음악회, TV 예술무대 등에 출연하여 아리아, 가곡, 가요, 뮤지컬 넘버를 부른다.
| 날짜                  | 방송사       | 제목                                                       | 부제/회차                   | 곡명(작곡가)                                                                                 | Featuring                                                                         |
| --------------------- | ------------ | ---------------------------------------------------------- | --------------------------- | -------------------------------------------------------------------------------------------- | --------------------------------------------------------------------------------- |
| 2013.09.04            | KBS 1TV      | 클래식 오디세이                                            | 목소리의 향연               | O Carlo, ascolta (Giuseppe Verdi)                                                            |                                                                                   |
| 2013.09.04            | KBS 1TV      | 클래식 오디세이                                            | 목소리의 향연               | Malìa (Francesco Paolo Tosti)                                                                |                                                                                   |
| 2014.11.22            | Rai5TV       | Simon Boccanegra                                           |                             | Simon Boccanegra Inaugural work at Teatro La Fenice, Venetia, Italy                          | 정명훈, Simone Piazzola, Giacomo Prestia, Luca Dall'Amico                         |
| 2016.10.20            | RaiTV        | Fidelio - Pappano and Santa Cecilia                        |                             | Fidelio Concert of Antonio Pappano and Santa Cecilia Orchestra, Rome, Italy                  | 안토니오 파파노, 산타 체칠리아 국립음악원 관현악단                                |
| 2017.08.11-2017.11.03 | JTBC         | 팬텀싱어 2                                                 | 고정 출연                   |                                                                                              |                                                                                   |
| 2018.01.19            | MBC          | TV예술무대                                                 | 오페라 카니발, 251회, 252회 | Largo al factotum (Gioachino Rossini)                                                        | 사무엘 윤, 손혜수, 김현수, 김승직, 조병익, 정필립                                 |
| 2018.01.19            | MBC          | TV예술무대                                                 | 오페라 카니발, 251회, 252회 | Au fond du temple saint (Georges Bizet, duet with 김현수)                                    | 사무엘 윤, 손혜수, 김현수, 김승직, 조병익, 정필립                                 |
| 2018.01.19            | MBC          | TV예술무대                                                 | 오페라 카니발, 251회, 252회 | O Mimi, tu più non torni (Giacomo Puccini, duet with 김승직)                                 | 사무엘 윤, 손혜수, 김현수, 김승직, 조병익, 정필립                                 |
| 2018.01.19            | MBC          | TV예술무대                                                 | 오페라 카니발, 251회, 252회 | Pari siamo (Giuseppe Verdi)                                                                  | 사무엘 윤, 손혜수, 김현수, 김승직, 조병익, 정필립                                 |
| 2019.07.07            | KBS 1TV      | 열린음악회                                                 | 1250회                      | Funiculì, Funiculà (Luigi Denza)                                                             | 김순영, 김현수, 손태진                                                            |
| 2019.07.07            | KBS 1TV      | 열린음악회                                                 | 1250회                      | Largo al Factotum (Gioachino Rossini)                                                        |                                                                                   |
| 2019.07.07            | KBS 1TV      | 열린음악회                                                 | 1250회                      | Non Ti Scordar Di Me (Ernesto de Curtis)                                                     |                                                                                   |
| 2019.07.13            | MBC          | TV예술무대                                                 | 328회                       | 바리톤 김주택의 이탈리아나                                                                   |                                                                                   |
| 2020.07.05            | KBS 1TV      | 열린음악회                                                 | 1293회                      | Tristezza (Frédéric François Chopin)                                                         |                                                                                   |
| 2020.07.05            | KBS 1TV      | 열린음악회                                                 | 1293회                      | 편지 (김광진)                                                                                |                                                                                   |
| 2020.12.31            | JTBC         | 차이나는 클라스                                            | 189회                       | 삶이 그대를 속일지라도 (김효근)                                                              | 신상근, 송기창, 손혜수                                                            |
| 2020.12.31            | JTBC         | 차이나는 클라스                                            | 189회                       | 가장 아름다운 노래 (김효근)                                                                  | 신상근, 송기창, 손혜수                                                            |
| 2021.01.26-2021.04.20 | JTBC         | 팬텀싱어 올스타전                                          | 고정 출연                   |                                                                                              |                                                                                   |
| 2021.06.20            | KBS 1TV      | 열린음악회 (아침이슬 50년 트리뷰트)                        | 1338회                      | 친구 (김민기)                                                                                | 김현수, 손태진                                                                    |
| 2022.03.15            | MBC          | TV예술무대                                                 | 465회                       | Parlami d’amore, Mariu (Bixio Cherubini)                                                     |                                                                                   |
| 2022.03.15            | MBC          | TV예술무대                                                 | 465회                       | Tristezza (Frédéric Chopin)                                                                  |                                                                                   |
| 2022.03.15            | MBC          | TV예술무대                                                 | 465회                       | Non Ti Scordar Di Me (Ernesto de Curtis)                                                     | 구본수                                                                            |
| 2022.05.22            | JTBC         | 차이나는 클라스                                            | 243회                       | Di Provenza il mar, il suol (Giuseppe Verdi) & O du, mein holder Abendstern (Richard Wagner) |                                                                                   |
| 2022.05.26            | JTBC 온라인  | 차이나는 클라스                                            | 온라인                      | 월드클라스' 김주택이 알려주는 누구나 쉽게 배우는 기초 발성법                                 |                                                                                   |
| 2022.08.28            | KBS 1TV      | 열린음악회                                                 | 1395회                      | Parlami d’amore, Mariu (Bixio Cherubini)                                                     |                                                                                   |
| 2022.08.28            | KBS 1TV      | 열린음악회                                                 | 1395회                      | 그대만을 (이상훈)                                                                            |                                                                                   |
| 2022.12.25            | KBS제주      | 오페라갈라랜드                                             | 2022                        | Largo al Factotum della città (Gioachino Rossini)                                            |                                                                                   |
| 2022.12.25            | KBS제주      | 오페라갈라랜드                                             | 2022                        | Fin ch'han dal vino (Wolfgang Amadeus Mozart)                                                |                                                                                   |
| 2022.12.25            | KBS제주      | 오페라갈라랜드                                             | 2022                        | Papageno, Papagena (Wolfgang Amadeus Mozart)                                                 | 유성녀                                                                            |
| 2022.12.25            | KBS제주      | 오페라갈라랜드                                             | 2022                        | Libiamo ne' lieti calici (Giuseppe Verdi)                                                    | 고성현, 루디박, 윤정수, 김정미, 김순영, 이윤정, 유성녀, 제주합창단                |
| 2023.07.09            | KBS 1TV      | 열린음악회                                                 | 1438회                      | The Music of the Night (Andrew Lloyd Webber)                                                 |                                                                                   |
| 2023.12.31            | KBS 1TV      | 2024 새날마중                                              | 2024                        | The Prayer (David Foster)                                                                    | 이지혜                                                                            |
| 2023.12.31            | KBS 1TV      | 2024 새날마중                                              | 2024                        | 시간에 기대어 (최진)                                                                         |                                                                                   |
| 2024.08.25            | KBS 1TV      | 열린음악회                                                 | 1491회                      | Ti Voglio Tanto Bene (그대를 사모하여)                                                       |                                                                                   |
| 2024.08.25            | KBS 1TV      | 열린음악회                                                 | 1491회                      | Un Amore Cosi Grande (위대한 사랑)                                                           | 정필립, 스칼라오페라 합창단                                                       |
| 2024.10.01            | MBN          | 한일톱텐쇼                                                 | 19회                        | 월하가약 (月下の契り)                                                                        | 손태진                                                                            |
| 2024.10.01            | MBN          | 한일톱텐쇼                                                 | 19회                        | Toreador (투우사의 노래, 闘牛士の歌)                                                         | 손태진                                                                            |
| 2024.11.14            | SBS          | 문화가중계: 선화예술중고등학교 개교 50주년 기념 동문음악회 | 946회                       | Canzone medley                                                                               | 박미자, 강혜정, 강서경, 한경성, 변지영, 박회림, 오스틴 김, 최은석, 권서경, 길병민 |
| 2024.11.24            | 한경 arte TV | 당신이 있는 그곳, 오페라 하우스 시즌2                      | 5회                         | Un Amore Cosi Grande, Tristezza, 나하나 꽃피어, You Raise Me Up                              | 한수진, 홍혜란, 박회림, 최원휘, 정태양                                            |
| 2025.05.18            | KBS 1TV      | 열린음악회                                                 | 1524회                      | Stars (클로드 미셸 쇤베르그, 알랭 부블리)                                                    |                                                                                   |
| 2025.05.18            | KBS 1TV      | 열린음악회                                                 | 1524회                      | Tonight (레너드 번스타인, 스티븐 손드하임)                                                   | 강혜정                                                                            |

### 라디오
| 방송날짜               | 방송사      | 제목                               | 곡명 |
| ---------------------- | ----------- | ---------------------------------- | --- |
| 2013.09.10             | ClassicFM   | KBS 음반실 화요초대석              | KBS 음반실 화요초대석-바리톤 김주택 - F.P Tosti-Malia (Live) - Schubert D.902 중 Il traditor deluso - G.Verdi-O Carlo ascolta [Don Carlo] - W.A. Mozart -Hai già vinta la causa... [Le nozze di Figaro] |
| 2015.05.20             | 극동방송    | 상큼한 오후                        | 2015. 5. 20 극동방송 "상큼한 오후" - 주의 음성을 내가 들으니 (음원) - 옷자락에서 전해지는 사랑 (음원)                                                                                                   |
| 2018.06.20             | ClassicFM   | KBS 음악실                         | Deh! vieni alla finestra from Don Giovanni by Mozart |
| 2019.01.07             | ClassicFM   | KBS 음악실                         | Bella siccome un angelo from Don Pasquale by Donizetti - Pf 이영민 |
| 2019.01.07             | ClassicFM   | KBS 음악실                         | Pronta io son with 황수미 from Don Pasquale by Donizetti - Pf 이영민 |
| 2020.04.08             | EBS FM      | 이승열의 세계음악기행              | 1. 마중 by 허림 시, 윤학준 작곡 2. Malia by F. P. Tosti 3. A Vucchella by F. P. Tosti 4. 삶이 그대를 속일지라도 by F. P. Tosti 푸시킨 시, 김효근 역시·작곡                                              |
| 2020.06.24             | ClassicFM   | KBS 음악실                         | Cheti, cheti immantinente with 조병익 from Don Pasquale - Pf 강준민 |
| 2020.06.24             | ClassicFM   | KBS 음악실                         | 나 하나 꽃 피어 by 윤학준 작사·작곡 |
| 2020.06.24             | ClassicFM   | KBS 음악실                         | 삶이 그대를 속일지라도 with 조병익 by F. P. Tosti 푸시킨 시, 김효근 역시·작곡 - Pf 강준민 |
| 2020.08.03- 2020.08.09 | ClassicFM   | KBS 음악실 (3-9일 임시 DJ)         | DJ |
| 2020.08.03- 2020.08.09 | ClassicFM   | KBS 음악실 (3-9일 임시 DJ)         | 마중 by 허림 시, 윤학준 작곡 |
| 2020.08.03- 2020.08.09 | ClassicFM   | KBS 음악실 (3-9일 임시 DJ)         | DJ |
| 2020.10.05             | TBS eFM     | MEN ON AIR                         | Perhaps love with 김현수 by John Denver |
| 2020.10.05             | TBS eFM     | MEN ON AIR                         | 희망 (원곡: 김동률) |
| 2021.05.31             | EBS FM      | 이승열의 세계음악기행              | - Come Paride vezzoso from L'elisir d'amore by Donizetti - Chanson du Toreador from Carmen Suite No.2 by Bizet                                                                                          |
| 2021.11.19             | TBSFM       | 신장식의 신장개업                  | - Hai già vinta la causa from Le nozze di Figaro by Mozart - 시간에 기대어 by 최진 작사·작곡 |
| 2022.05.03             | MBC라디오   | 정선희, 문천식의 지금은 라디오시대 | - Evermore from the musical Beauty and the Beast - You'll Never Walk Alone from the musical Carousel |
| 2023.01.08             | TBSeFM      | 손태진의 스윗랑데뷰                | - Evermore from the musical Beauty and the Beast - 바다끝 by 에코브릿지 작사·작곡 - You'll Never Walk Alone from the musical Carousel                                                                   |
| 2023.07.11             | SBS 파워FM  | 최화정의 파워타임                  | The Music of the Night from the musical The Phantom of the Opera (오페라의 유령) - Pf. 김찬미 |
| 2024.04.15             | KBS Cool FM | 청하의 볼륨을 높여요               | Dust and Ashes from the musical Natasha, Pierre & The Great Comet of 1812 (그레이트 코멧) |

### EBS 온라인 교육 프로그램
실용음악을 제외한 음악대학 졸업생 수는 2020년 4,761명이었다. 이와 같이 매년 수많은 연주자와 성악가를 배출하는 것에 비해 이들이 설 수 있는 무대는 대한민국에서 매우 한정적이다. 클래식 음악의 저변 확대를 위해 다양한 매체에서 오페라를 대중이 다가설 수 있게 다양한 노력을 기울이고 있는데, 예를 들어 EBS 오페라 하우스에서는 어린이를 위한 오페라 교육 애니메이션을 제작하고 있다. 국립오페라단에서는 초등학생 및 중학생을 대상으로 교실 속 오페라 여행 및 오페라 학교 가는 날 프로그램을 운영하고 있다. 이외에도 많은 구독자를 확보한 이기연 오페라연구소, 오페라떼 Operatte 및 딜라이브TV의 당신이 있는 그곳 등이 오페라를 소개하고 교육하는 대표적인 채널이다.
김주택은 대한민국 지상파 교육방송인 EBS에서 자신의 이름을 내세운 프로그램을 두 가지 진행했는데, 이들은 클래식 음악을 대중에게 쉽게 풀어서 설명하기 위해 구성되었다.
오디오e지식에서 세상의 모든 교양 지식을 한자리에 모았다! 오디오로 듣는 교양 지식을 표방하는 라디오 교양 서비스로 김주택 정태양의 오페라 오페라를 2021년 5월 14일부터 2022일 8월 26일까지 편성하여 온라인으로 64회 방영하였다. 이 프로그램에서는 오페라에 쉽게 접근할 수 있도록 오페라의 개요와 아리아의 배경과 내용을 설명하고 피아니스트 정태양의 연주와 함께 아리아를 라이브로 들려주었다. 성악가 유채훈, 김효주, 유슬기, 백인태, 길병민, 구본수, 김민석, 안세권, 김동현, 최정원, 윤서준, 존 노, 박소영, 최원휘, 박회림, 안동영, 서선영, 김기훈, 홍주영, 박승주, 정필립, 최성훈, 한지혜, 김유미 등의 게스트가 출연했다. 오페라 사랑의 묘약, 라 트라비아타, 세비야의 이발사, 돈 파스콸레, 라보엠, 토스카, 청교도, 피가로의 결혼, 돈 카를로, 로미오와 줄리엣, 시몬 보카네그라, 돈 조반니, 카르멘, 코지 판 투테, 람메르무어의 루치아, 파우스트, 마술피리, 아틸라, 가면무도회, 맥베스, 운명의 힘, 진주조개잡이, 나부코, 카발레리아 루스티카나, 일 트로바토레, 폴리우토, 팔리아치, 리날도, 나비부인, 몽유병의 여인을 프로그램을 통해 소개했다. 이 프로그램 중 리골레토와 람메르무어의 루치아는 2022년 예술의 전당에서 각각 유슬기, 구본수, 김유미, 안태아 및 박소영, 박회림, 구본수가 출연한 콘서트로 공연하기도 했다.
또한 2022년 6월 21일에서 7월 6일까지 본인의 이름을 걸고 EBS 클래스e 지식전문 강의 프로그램인 김주택 오페라 오디세이를 VOD 형태로 진행했다. 오페라 장르의 탄생 배경, 구성 원리, 영웅의 필요성, 각 성부의 배역 배경, 벨칸토 창법, 아리아의 중요성 등 오페라 서사의 의미를 설명하고, 현대사회에서 오페라 장르의 한계점과 극복법을 제시하기도 했다. 강의는 12회로 구성되어 있으며 제목은 아래와 같다.
| 회차 | 강의 제목                                              |
| ---- | ------------------------------------------------------ |
| 1    | 오페라, 프랑스 대혁명에 불을 지피다                    |
| 2    | 하늘 아래 완전히 새로운 것은 없다. 도전!               |
| 3    | 벨칸토, 아름다움과 기교 사이의 줄타기                  |
| 4    | 광란의 아리아, 아름답던 시절로 날 보내주오             |
| 5    | 산업화의 그림자, 비올레타와 미미                       |
| 6    | 금기에 도전한 역주행의 신화, 카르멘                    |
| 7    | 테너는 여자를 바리톤은 나라를 사랑하네, 그럼 베이스는? |
| 8    | 이탈리아 통일 운동의 아이콘, 비바 베르디!              |
| 9    | 저주가 빠지면 오페라가 아니지!                         |
| 10   | 미래를 알 수 있다면 우린 더 행복해질까?                |
| 11   | 리더가 갖추어야 할 덕목은 무엇인가                     |
| 12   | 영화의 등장, 오페라의 몰락                             |

## 팬덤
김주택의 팬카페 명은 '주택단지'로 본인이 명명했으며 팬텀싱어2 이후 개설되었다. 주택단지에 가입한 팬은 '주민'으로 통용되며, 그는 거듭 단지 주민에 대한 애정과 고마움을 표현한다. 팬을 대상으로 진행한 팬미팅, 팬 사인회, 팬 콘서트는 아래와 같다.
| 날짜       | 날짜                                     | 종류      | 장소                        |
| ---------- | ---------------------------------------- | --------- | --------------------------- |
| 2018.07.29 | Happy Julian Day                         | 팬 미팅   | 올림픽 공원 내 뮤즈라이브홀 |
| 2019.05.19 | 오페라 카사노바 길들이기 갈라콘서트      | 팬 사인회 | 예술의 전당 콘서트홀 로비   |
| 2019.06.09 | ITALIANA 발매기념 바리톤 김주택 리사이틀 | 팬 사인회 | LG아트센터 로비             |
| 2021.08.29 | Upfly                                    | 팬 콘서트 | 백암아트홀                  |
| 2023.12.17 | 경기아트센터 송년음악회                  | 팬 사인회 | 경기아트센터 로비           |
| 2024.08.18 | 주택단지 7주년 생일맞이 단지마을잔치     | 팬 콘서트 | 베어홀                      |

공식 팬카페 관련 계정으로는 주택단지 팬카페, 주택단지 오피셜 트위터 및 주택단지 인스타그램이 있다.

## 수상 경력

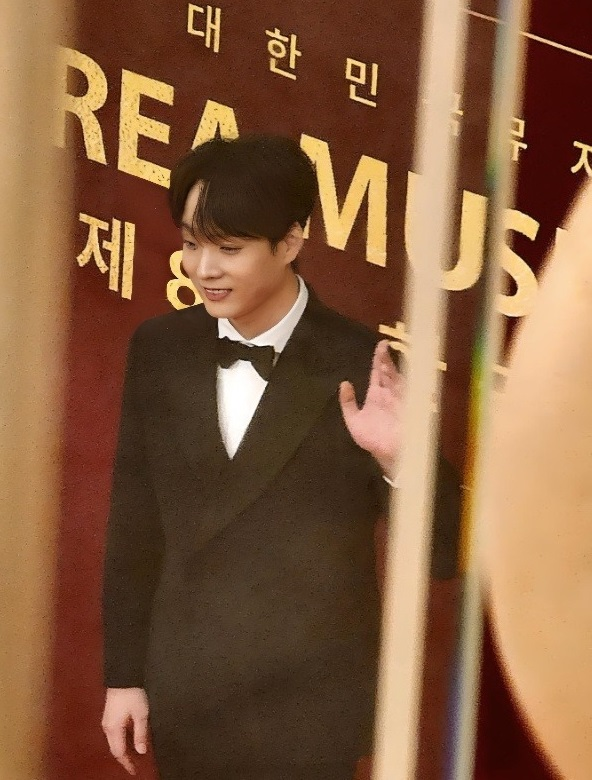
김주택, 제8회 한국뮤지컬어워즈 레드카펫, 경희대학교 평화의전당, 2024년 1월 15일

김주택은 2015년 제2회 예술의전당 예술대상에서 바리톤 김주택 리사이틀로 신인예술가상을 수상했다. 또한 뮤지컬 오페라의 유령의 팬텀 역할로 2024년 제8회 한국뮤지컬어워즈에서 남자 신인상을 수상했다.
| 년도 | 시상                      | 항목         | 작품명                                   | 결과 |
| ---- | ------------------------- | ------------ | ---------------------------------------- | ---- |
| 2015 | 제2회 예술의전당 예술대상 | 신인예술가상 | 바리톤 김주택 리사이틀 (2015년 5월 31일) | 수상 |
| 2024 | 제8회 한국뮤지컬어워즈    | 남자 신인상  | 팬텀 역, 오페라의 유령                   | 수상 |

## Voice Type
김주택은 베르디 바리톤이다. 그는 성악을 배울 때 한 번에 4개의 프레이즈를 부를 만큼 긴 호흡을 가지고 테너 음역까지 부를 수 있던 피에로 카푸칠리를 동경했다. 김주택은 흉성으로 high C까지 올릴 수 있고, 비평가와 관객들에게 카푸칠리와 닮았다는 평을 자주 듣는다. 그의 목소리는 따뜻하고, 공명이 있으며, 프레이징을 탁월하게 조절하고, 음색이 아름답다는 평을 듣는다. 그의 이탈리아어 발음은 적절하고, 동양인 가수임에도 R 발음이 좋았다는 평을 받았다. 그는 종종 레오 누치와 유사한 질감 있는 바리톤이라는 평을 듣는데, 베르디 콩쿠르 당시에 레오 누치는 김주택을 언급하며 'Lui canta come dio,' 즉, ’그는 신처럼 노래한다’라고 평한 바 있다.

## 인터뷰 및 기사

### 인터뷰
| 날짜        | 기사 제목                                                                                 | 매체                  |
| ----------- | ----------------------------------------------------------------------------------------- | --------------------- |
| 2013.04.27  | 바리톤 김주택(Bar. Julian Kim) 서울국제음악콩쿠르 결선 진출자 인터뷰                      | 서울국제음악콩쿠르    |
| 2015.05.17  | 동양의 카푸칠리' 꿈꾸는 바리톤 김주택                                                     | 연합뉴스              |
| 2015.05.19  | [클래식 한류] 이탈리아 사로잡은 '꼬레아노 바리톤' 김주택                                  | 스포츠Q               |
| 2015.05.21  | 바리톤 김주택 "심장을 노크하는 성악가 되고싶어"                                           | 뉴시스                |
| 2015.05.29  | 레오 누치가 극찬한 성악가 김주택…그는 신처럼 노래한다                                     | 연합뉴스              |
| 2016.09.12  | “꿈꾸던 바람둥이 역할 단번에 오케이했죠”                                                  | 한국일보              |
| 2017.04.15  | Granda Festival presented the cast of the opera “La Traviata”                             | Lamula.pe             |
| 2017.08.12  | 팬텀싱어 2' 점령한 바리톤 김주택                                                          | 브런치스토리          |
| 2017.10.26  | 강형호·김주택 '팬텀싱어' 활동에 대한 솔직 답변!                                           | JTBC                  |
| 2017.11.18  | 팬텀싱어2' 김주택 "묵은 체증 내려가…미라클라스는 계속" 마이데일리                         | 마이데일리            |
| 2017.11.28  | ‘팬텀싱어2’ 김주택 “클래식 알릴 수 있다면 또 예능 출연할 것”                              | 이데일리              |
| 2017.12.13  | My Way, 바리톤 김주택                                                                     | 음악저널              |
| 2018.12.30  | “공연 보신 분들 또 오고 싶도록 노래할 것”                                                 | 국민일보              |
| 2019.03.22  | Kim, Korean «Figaro»                                                                      | Gazzetta di Parma     |
| 2019.05.19  | 바리톤 김주택 "데뷔 10년, 음악인생 터닝포인트"(ft. 밀라노 요색남)                         | 싱글리스트            |
| 2019.06.03  | 바리톤 김주택, 목소리를 타고 흐르는 이탈리아 감성                                         | 월간객석              |
| 2019.06.18  | [비바100] 바리톤 김주택, 소소하고도 행복한 나의 아름다운 ‘이탈리아나’                     | 브릿지경제            |
| 2019.06.21  | 바리톤 김주택 "멋대로 듣고 판단한 음악, 궁금해졌어요"                                     | 뉴시스                |
| 2019.06.22  | [B사이드] ‘밥 잘 사주는 형’ 김주택의 사람들과 요즘 오페라 그리고 “진심을 다 하는 초심”    | 브릿지경제            |
| 2019.07.26  | 만나고싶은사람 듣고싶은이야기 - 바리톤 김주택 편                                          | 극동방송              |
| 2020.02.18  | [Herald Interview] Baritone comes full circle in ‘Barber of Seville’                      | Korea Herald          |
| 2020.05.30  | 바리톤 김주택 “‘도전’하고 ‘진화’하는 음악가 되고파, 지휘 도전 생각도”                     | 올댓아트              |
| 2020.06.17  | (Yonhap Interview) Prolific opera singer Kim Joo-taek eyes diversified portfolio          | Yonhap                |
| 2020.09.17  | [아트 인플루언서] 김주택 vs 김현수 그들의 엄청난 성량의 비결은?                           | 중앙SUNDAY            |
| 2020.09.19  | 성악가·시민 첫 비대면 합창…코로나블루 물리쳤으면                                          | 중앙SUNDAY            |
| 2020.09.23  | 유주현이 만난 아트 인플루언서(5) 성악가 김주택 & 김현수                                   | 포브스 코리아         |
| 2020.11.04  | "성악가 '김주택'이 전하는 다시 꿈꾸는 소중한 일상"                                        | 소중한문화캠페인      |
| 2020.11.05  | 성악가 김승직·김주택·김석준 "코로나 극복 위로...우리 열정 불태웠습니다"                   | 뉴시스                |
| 2021.01.30  | 우리말 노래 좋아요’…진화하는 한국 가곡                                                    | SBS News              |
| 2021.02.15  | 팬텀싱어 올스타전' 미라클라스 김주택, 눈물바다 만든 무대                                  | 한국일보              |
| 2021.03.11  | 커튼콜 83: '이태리 직수입' 바리톤 김주택, 묵은지 같은 공연 하고파                         | SBS                   |
| 2021.03.17  | [IN팟] 팬텀싱어 출신 바리톤 김주택, 〈커튼콜〉에서 털어놓은 속 깊은 음악 이야기           | SBS                   |
| 2021.05.10  | “클래식, 생각보다 쉽고 다가가기 좋지요”                                                   | 세계일보              |
| 2021.07.05  | 김주택 성악가 인터뷰                                                                      | 서울지방변호사회 회보 |
| 2021.10.21  | [MBN이 만난 가수] 유럽 무대 평정한 김주택이 준비한 '가을의 전설'                          | MBN                   |
| 2021.10.25  | 김주택, '미라클라스' 팀 이야기 & 전국 투어 콘서트 소감                                    | 퀸TV                  |
| 2021.11.21  | 바리톤 김주택의 도전은 ‘팬텀싱어’ 이후에도 계속된다                                       | 국민일보              |
| 2021.11.23  | 바리톤 김주택 “관객이 존재 의미, 클래식도 변해야”                                         | 국민일보              |
| 2022.05.10  | 찬양은 내 노래의 이유                                                                     | C채널방송             |
| 2023.01.31  | [MBN이 만난 배우] '유령을 노래하다' 김주택의 뮤지컬 출사표                                | MBN                   |
| 2023. 3월호 | [더뮤지컬 COVER STORY] '오페라의 유령' 김주택의 키워드 노래방                             | 더뮤지컬              |
| 2023.04.05  | Sing for My Music <오페라의 유령> 김주택                                                  | 더뮤지컬              |
| 2023. 5월호 | 노래를 할 수 있다면 경계는 없다 (지면)                                                    | 월간객석              |
| 2023.05.01  | [인물포커스] - '오페라의 유령' 김주택 배우                                                | KNN                   |
| 2023.07.06  | [커튼콜178] "4층 높이 수직사다리에 아찔...팬텀은 극한직업"                                | SBS                   |
| 2023.07.10  | [비바100] 뮤지컬 ‘오페라의 유령’ 김주택 "영광스럽게 견뎌야할 가면의 무게, 이제 다시 시작" | 브릿지경제            |
| 2023.07.11  | 김주택 "'유령' 첫 등장, 목소리로 압도…가면 쓰면 힘 솟아요"[문화人터뷰]                    | 뉴시스                |
| 2023.07.12  | 나이트라인 초대석 '오페라의 유령' 김주택, SBS                                             | SBS                   |
| 2023.07.14  | ‘오페라의 유령’ 히어로 바리톤 김주택 인터뷰                                               | 주간현대              |
| 2023.07.17  | "조승우 선배보다 차가운 유령으로 무대 서고 있어요"                                        | 매일경제              |
| 2023.08.11  | 오페라의 유령 김주택의 고백...지붕 위의 대참사                                            | 중앙SUNDAY            |
| 2023.08.18  | [클로즈업 인터뷰] 김주택의 고백2...첫 커튼콜 공포의 이유                                  | 중앙SUNDAY            |
| 2023.08.19  | 뮤지컬에 도전장 ‘월클’ 바리톤…1년 반 동안 ‘유령’에 시달렸죠                               | 중앙SUNDAY            |
| 2023.09.02  | [주말&문화] 클래식과 뮤지컬 경계 허무는 ‘오페라의 유령’                                   | KBS                   |
| 2024.05.14  | 감사의 시간_뮤지컬 <그레이트 코멧> 배우 김주택                                            | 씨어터플러스          |

### 기사 및 간담회
| 날짜       | 기사 제목 | 매체               |
| ---------- | --- | ------------------ |
| 2013.10.03 | Le grandi opere di Giuseppe Verdi stasera al Teatro Pergolesi di Jesi per una originale mise en espace (주세페 베르디의 위대한 오페라, 예시 페르고레시 극장에서 독창적인 무대 연출로 오늘 저녁 공연) | L'Altro giornale   |
| 2014.05.30 | 베네치아를 다녀왔습니다. 바리톤 '김주택' 씨 인터뷰 및 공연 촬영차 | 한이문화예술협회   |
| 2015.04.28 | 유럽 설레게 한 '동양의 카푸칠리' 김주택, 내한 독창회 | 스포츠Q            |
| 2017.09.28 | ‘팬텀싱어2’ 오페라 스타 김주택, 무대서 오열…왜? | 스타투데이         |
| 2017.12.10 | [박윤진의 틈] 김주택·임선혜의 도전, 벽이 허물어지기 시작했다 | 마이데일리         |
| 2018.06.08 | 카사노바 길들이기 | 기자간담회         |
| 2019.01.03 | K-클래식 스타 황수미ㆍ김주택, KBS 클래식FM 동반 출연 | KBS                |
| 2020.02.28 | 오페라 본고장 사로잡은 한국의 목소리 | 동아일보           |
| 2020.11.05 | 베이스 김석준-바리톤 김주택-테너 김승직 | 뉴시스             |
| 2020.11.05 | 성악가 김석준-김주택-김승직의 하모니 | 뉴시스             |
| 2020.11.05 | 호흡 맞추는 김승직-김주택-김석준 | 뉴시스             |
| 2021.10.24 | '복면가왕' 백전무패='팬텀싱어' 바리톤 김주택 "이름 꼭 기억해 달라" | 스포츠투데         |
| 2022.12.23 | 월드 클래스 바리톤 김주택 뮤지컬 배우로 새 도전…오페라의 유령 참여 | 이투뉴스           |
| 2023.03.06 | "조승우·전동석·김주택 100% 만족"..'오페라의 유령', 13년만 컴백 | 스타뉴스           |
| 2023.03.27 | "조승우·전동석·김주택, 3색 매력 '유령' 캐스팅 만족스러워" | 이데일리           |
| 2023.03.31 | [경건한 주말] 막 올린 ‘오페라의 유령’, 프리뷰·초연 봤더니 | 부산일보           |
| 2023.07.10 | '오페라의 유령' 김주택X송은혜X황건하, ‘최화정의 파워타임’ 출연 | 뉴스컬처           |
| 2023.09.06 | ‘월클’ 바리톤과 황홀한 150분, 김주택의 ‘유령’ [쿡리뷰] | 쿠키뉴스           |
| 2024.01.15 | 한뮤어' 역대급 '쟁쟁' 신인상…승자는 김주택 | 스포츠월드         |
| 2024.03.29 | 괴물 신인 뮤지컬 배우 김주택, ‘그레이트 코멧’ 첫 공연 성황리 마쳐 | 문학뉴스           |
| 2024.03.30 | 배우 김주택 ‘그레이트 코멧’ 첫 공연 성료···탄탄한 가창력과 섬세한 연기로 탄생한 피에르 | 스포츠경향         |
| 2024.05.23 | [날씨] 오페라에서 뮤지컬까지, '월클' 김주택이 전하는 오늘의 날씨는? | YTN                |
| 2024.07.03 | 포레스텔라·김주택 뜬다... 한국일보 창간 70주년 기념 음악회 개최 | 한국일보           |
| 2024.07.21 | 옥주현, 조정은·김주택과 ‘여름밤 귀호강’ 선물 | 스포츠경향         |
| 2024.08.07 | 고양어울림누리 개관 20주년 페스티벌 내달7일 개막 | 에너지경제         |
| 2024.08.25 | '열린음악회 1491회' 출연진, 장혜지-임현정-김주택 등 라인업 | 폴리뉴스           |
| 2024.08.26 | [진화하는 사회공헌] 15년째 클래식 음악인 지원한 신한은행 | 뉴스웍스           |
| 2024.10.01 | 한일톱텐쇼’ 손태진 한일톱텐쇼’ 손태진 vs 에녹, 성악과 뮤지컬 끝장 대결 | bnt뉴스            |
| 2025.01.03 | 비엔나전·‘명성황후’ 30주년 기념 공연… 1월 문화소식 | 브라보 마이 라이프 |
| 2025.01.15 | 조수미, 대니구, 강혜정, 김주택, 김대진, 그리고 바싸르 오케스트라…구리 클래식 페스티벌 위해 뭉쳤다 | 중앙일보           |
| 2025.01.22 | '명성황후' 30주년 공연 차지연→김주택 개막 성공적...기념비적 여정 시작 | 싱글리스트         |

## 주목할 만한 성과

### 세비야의 이발사오페라
김주택은 세비야의 이발사로 오페라에 데뷔한 이후 이탈리아 여러 도시에서 피가로 역으로 75회 공연했다. 그의 콘서트에서 아티스트 자신과 청중 모두에게 가장 사랑 받는 아리아가 Largo al factotum이라는 것은 놀라운 일이 아니다.
김주택은 이탈리아 오페라에 도전하면서 자신이 이탈리아 사람으로 여겨질 만큼 일상 대화를 완벽하게 구사하기는 어려울지 모르지만, 발음과 표현력을 연습하면 이탈리아 사람처럼 노래할 수 있을 것이라고 생각했다. 모국어가 다른 외국인의 입장에서 이탈리아 오페라에서 노래하는 것은 어려운 일이다. 특히 피가로의 Largo al factotum은 랩과 같이 빠르고 혀가 꼬이는 가사가 가득찬 곡이므로 더욱 어렵다. 기록에 의하면 2024년 5월 기준으로 김주택 이후에 3명의 한국인만 이탈리아 오페라 무대에서 피가로 역할을 했다.
김주택은 피가로 역을 수행한 초기부터 2017년 5월까지 세비야의 이발사 이탈리아 공연에서 다음과 같은 평을 들었다. '한국인 바리톤 줄리안 김은 민첩한 체형과 유머 감각을 가진 어리고 사랑스럽고 똑똑하고 착한 피가로의 풍부한 표정을 보여주었다. 그는 거의 완벽한 이탈리아 발음을 지니고 있어서 레치타티보를 쉽게 잘 표현할 수 있었고, 그의 연기는 더 발전할 것으로 보인다. 그는 공명이 풍부하고 넓은 음역을 낼 수 있고, 너무 어둡지 않는 반짝이는 음색을 가졌다. 카바티나의 내추럴 G 노트는 울림이 좋았고 공연장을 꽉 채웠다.... 로시니의 가장 유명한 작품은 피티 궁전(Palazzo Pitti) 광장을 대부분 외국 관광객으로 거의 완전히 가득 채웠다. 그들은 오랫동안 모든 공연진에게 환호했는데 특히 줄리안 김에게 큰 환호로 기립박수를 보냈다,' '줄리안 김은 지난 해 같은 역할을 했을 때에 비해 크게 성장했다. 그는 항상 강하고, 울림이 있고 매력적인 음색을 가지고 있는데, 지난번에 비해 과장된 연기가 줄었고, 더 우아하고 날렵했다. 그는 아직은 agility와 articulation을 더 연습해야 하므로 진정한 벨칸토 가수라고 할 수 없으나, 젊고 매우 재능이 있는 그가 자신의 예술의 경지를 계속 끌어 올리려고 노력하는 것을 확인할 수 있어서 매우 즐거웠다,' ‘특히 김주택은 완벽한 이탈리아어 딕션을 구사했고 연기하기 까다롭고 난이도가 높은 노래를 불러야 하는 피가로 역할을 잘 해석했다는 점을 언급할 필요가 있다,’ ‘줄리안 김의 피가로는 완벽했다. 동양인이 로시니의 코믹극에서 완벽한 발란스를 갖추는 것은 쉬운 일이 아니다. 특히 레치타티보에서는 단어를 정확하게 집중해서 표현해야 하는데, 줄리안 김은 막강한 실력으로 진정한 factotum의 기백을 표현해냈다. 다른 캐스트 공연에서는 가벼운 목소리로 덜 강렬한 음색으로 날렵하고 쉽게 노래하는 다른 가수의 피가로를 관람했다. 반면에 한국인 바리톤 김주택은 레오 누치의 발자취를 따라가고 있다. 그는 음악을 질감을 표현하기 위해 필요한 어려운 테크닉을 회피하지 않고 시도했고 콜로라투라 파트를 완벽하게 컨트롤하여 아름다운 강물처럼 흐르는 노래를 선물했다’, ‘공연진은 대담하고 젊은 기상의 피가로 줄리안 김에게 압도되었다: 한국인 바리톤은 담대하고 반짝반짝 빛나는 선율과 저항할 수 없는 무대 위 존재감으로 생동감을 불어 넣으며 캐릭터를 자유자재로 표현했다.’
팬텀싱어2 종영 후에는 원숙한 피가로를 보여주며 다음과 같은 호평을 받았다. '줄리안 김의 피가로는 매우 좋았고, 이 역할에 대한 교과서로 정의할 수 있었다. 로시니의 스타일에 비해 로맨틱한 면이 다소 과했고, 굳이 애써 흠을 잡자면 스타카토가 다소 부정확했다. 그러나 그는 최고 수준의 퍼포먼스를 보여주었다,' ‘줄리안 김이 연기한 피가로는 대담했고 무대 위의 스타였다. 아름답고, 강하고, 위엄 있고 숙련된 목소리로 진정한 factotum에 걸맞는 프레이징의 섬세함을 보여주었다. 몇 년 전에는 무한한 잠재력이 보였는데, 이제는 최고의 기량을 가진 가수이자 퍼포머가 되었다. 우리는 요즘 유행하고 있는 쨍한 목소리의 피가로 보다, 때로 어둡고 뛰어난 음색을 곡의 분위기에 맞게 바꾸면서 부르는 이 피가로의 노래를 특히 즐겼다. 그는 라 페니체에서 돈 카를로의 포사(로드리고)역의 데뷔를 앞두고 있는데, 진정한 베르디 배역을 이 목소리로 듣게 되었다.’

### 피델리오콘서트
루트비히 판 베토벤이 작곡한 유일한 오페라인 피델리오가 안토니오 파파노 경의 지휘로 로마의 파르코 델라 무지카에 있는 Sala Santa Cecilia에서 2016년 공연되었다. 이 독일 오페라는 콘서트 형식으로 이탈리아 무대를 장식했다. 김주택은 국왕의 특사 돈 페르난도 역을 맡았다. 출연자 중 최연소임에도 불구하고 그는 최고위직에 걸맞은 위엄 있는 존재감으로 캐릭터를 소화해냈다. 비평가들의 평론에서 김주택은 다음과 같은 평가를 받았다. '줄리안 김은 아직 너무 젊은 한국인 바리톤인데, 그가 아름답게 돈 페르난도를 노래하는 것은 놀라운 광경이었다. 진정한 고귀한 음색을 가진 바리톤인 그는 현재 밀라노에서 공부하고 있으며, 오스트리아 식 독일 발음으로 무서운 재능을 보여주었다. 그의 이름을 기억해야 한다!' '줄리안 김은 극의 스토리 라인을 바꾸는 중요한 장면을 제공하며 권위있는 무대를 보여주었다,' '왕의 특사인 Don Fernando 역으로 등장한 줄리안 김은 앞날이 기대되는 따뜻한 소리의 바리톤임을 입증했다,' 'Don Fernando 배역의 줄리안 김은 저음을 약하게 불렀지만 감동적인 발성으로 '형제는 형제를 구해야 한다'는 오페라의 도적적인 주제를 음악성의 진수를 보여주며 노래했다,' ‘줄리안 김의 돈 페르난도는 천사와 같았다. 무엇보다 한국인 특유의 부드러운 음색과 부드러운 프레이징이 아름다웠다’는 호평을 받았는데, 그는 특사의 권위를 보여주기 위해 음압으로 밀어붙이는 대신 부드러운 포용을 표현하는 캐릭터 해석을 보여주었다.

### 돈카를로오페라
2019년 베니스에서 기록적인 홍수가 발생한 후 돈 카를로는 어려운 상황에서 라 페니체 극장에서 상연되었다. 극장의 전기 시설이 손상되어 현장에서 리허설을 할 수 없게 되었고, 오페라 초연에 맞춰 수리를 마칠 수 있을지 우려가 제기되었다. 이러한 어려움을 극복하고 오페라는 거장 정명훈의 지휘 아래 예정대로 개막되었고, 이는 자연재해를 극복한 베네치아 시민의 상징적인 승리로 받아들여졌다. 김주택은 이 작품에서 포사 후작 로드리고 역을 맡아 호평을 받았다. 비평의 하이라이트는 다음과 같다. '깊게 울리고 강한 훌륭한 목소리를 가진 줄리안 김(포사 후작, 로드리고)이 탁월한 퍼포먼스를 펼쳤다. 무엇보다 그는 포르테와 피아노를 오갈 때 어떤 방식으로 세기 조절을 해야 하는지 잘 알고 음량을 유려하게 조절했다,' ‘공연진 중에서 가장 베르디에 적합한 목소리는, 무게감과 견고함의 관점에서 보면, 바리톤 줄리안 김의 목소리이다. 로드리고, 즉 포사 후작 역할을 한 줄리안 김의 무대 위 퍼포먼스가 매우 훌륭했는데, 극적인 효과도 그를 빛나도록 연출해서 더 돋보였다,’ 또한 ‘로드리고 배역의 한국인 바리톤 줄리안 김은 탁월한 노래를 들려주었다. 그는 강하고 자유자재로 잘 조절할 수 있는 매력적인 음색의 목소리를 가졌다. 그의 프레이징은 정확하고 섬세했고 계속 미세하게 억양을 조절하여 배역을 표현할 때 깊이를 부여했다. 무엇보다 보컬 라인을 조절하는 것에 능숙해서 다양하게 발성을 바꾸고 있어도 귀에 편하게 들렸고 자연스럽게 부르는 것으로 들렸다,’ '줄리안 김은 계략을 꾸미고 모사를 꾸미는 포사 후작, 로드리고의 역할을 완벽하게 소화했고, “O Carlo, ascolta… Io morrò ma lieto in core”를 부른 후 박수갈채를 받았다.'

### 오페라의 유령뮤지컬
오페라에서 성공적인 경력을 쌓은 그의 뮤지컬 무대 진출은 일반 대중에게는 놀라운 전개였지만 팬들에게는 기대되는 일이었다. 그의 첫 뮤지컬 도전은 2023년 앤드루 로이드 웨버의 오페라의 유령의 한국 프로덕션에서 팬텀을 연기하는 것이었다. 팬텀의 보컬 스타일은 오페라나 성악 발성의 하이 바리톤 스타일을 포괄할 수 있음을 고려할 때, 오페라의 유령은 그의 데뷔작으로 적절한 선택이었다. 마이크를 사용하는 등 뮤지컬 극장에 맞춘 발성법을 이용하여 김주택은 위력적인 팬텀을 연기했다. 라울 역의 송원근 배우는 "김주택 씨는 첫 노래를 하는데 대포 쏘는 줄 알았다"며 그의 강력한 가창력을 언급했다. 부산 공연의 비평은 다음과 같다. ‘김주택이 이번에 그의 첫 뮤지컬 ‘오페라의 유령’을 통해 또 다시 새로운 모습을 선보였다. 그는 공연장을 가득 채우는 폭발적인 성량과 압도적인 에너지로 크리스틴에 대한 팬텀의 집착과 사람들을 죽이는 등의 광기를 실감나게 그려냈다,‘ ’뮤지컬에 처음 도전한 바리톤 김주택은 첫 등장부터 묵직한 목소리로 압도했다. '동양의 카푸칠리'로 불리며 유럽에서만 400회 이상 오페라 무대에 서온 성악 실력으로 천재 음악가 '오페라의 유령'에 걸맞은 폭발적인 가창력을 자랑했다.‘
또한 그는 서울 공연에 앞서, ’나는 크리스틴을 소유물로 여기고 내 음악을 완성시키기 위한 수단으로 여기다가 가면 갈수록 감정을 느끼는 식으로 풀어보려고 노력 중‘이라고 말했다. 공연이 거듭되면서 그의 가창력에 대한 호평이 이어졌다. ’단언컨대 노래에 있어서는 세계 어느 무대의 팬텀에 뒤지지 않는 가창력을 보여주었다.... 무대에서 크리스틴이 기절하는 것을 충분히 납득시키는 팬텀은 많지 않다. 그러나 김주택은 크리스틴뿐만 아니라 관객 모두 기절해도 이상하지 않을 정도로 완벽한 ‘밤의 노래’를 들려주었다.‘ 그는 정석적인 '밤의 노래'를 들려주었는데, 때로 ’감싸주는’과 같은 부분의 뉘앙스를 표현하기 위해 꾸밈음을 넣는 베리에이션을 구사했다. 2막 후반부의 'The Point of No Return'의 연기와 가창은 전율적이었다고 평가 받고 있다. 김주택은 뮤지컬계 선배들, 윤영석, 최재림, 전동석 배우들과, 특히 세세한 연기의 의미까지 토론하며 가르쳐준 조승우 배우의 도움과 한국 뮤지컬로는 보기 드문 약 일 년 간 긴 호흡의 무대 경험으로 대구 공연 즈음에는 연기가 자연스러워졌다고 느꼈고, 자신의 캐릭터 해석을 더하며 사랑을 깨닫는 유령을 연기했다. 그는 이 배역으로 3년 이내에 한국 뮤지컬 극장에 데뷔한 배우에게 수여 자격이 주어지는 남자 신인상을 제8회 한국뮤지컬어워즈에서 수상했다.
김주택은 한국의 국가 행사와 이탈리아와 한국의 기념 콘서트에 자주 초대되어 공연한다.

## 영향을 준 인물
김주택은 탁월한 프레이징과 기품있는 음색으로 유명한 피에로 카푸칠리를 존경하며, 그와 닮았다는 평은 김주택에게 찬사로 여겨진다.
잔도나이 국제 콩쿠르의 심사위원이었던 잔니 탕구치는 김주택의 경력에 중요한 역할을 했다. 캐스팅 디렉터였던 그는 콩쿠르에서 김주택의 경연을 보고 예지 페르골레시 극장의 세비야의 이발사 주역인 피가로 역으로 캐스팅하여, 김주택은 오페라에 데뷔하게 되었다. 이 기회는 김주택이 오페라 분야에서 두각을 보일 수 있는 출발점이 되었다. 탕구치는 그 후 이탈리아의 유명한 극장의 오페라에 김주택을 자주 캐스팅했다.
김주택은 또한 정명훈 마에스트로에 대한 깊은 존경심을 가지고 있는데, 그들은 김주택이 라 스칼라의 영 아티스트 프로그램에 참가했을 때 처음 만났다. 그들은 이후 이탈리아와 한국의 여러 콘서트와 오페라에서 수차례 함께 공연했다. 김주택이 열심히 하겠다고 말했을 때 정명훈이 ‘열심히 하는 걸론 안 돼. 모든 사람이 열심히 해. 너만의 색깔을 가져야 돼’라고 했던 말을 김주택은 좌우명으로 삼고 있다.